# BMW Isetta
Die BMW Isetta war ein Rollermobil, das die Bayerischen Motorenwerke von 1955 bis 1962 bauten. Der Hersteller bezeichnete das zwischen Motorrad und Auto einzuordnende Fahrzeug als „Motocoupé“.

## Hintergrund

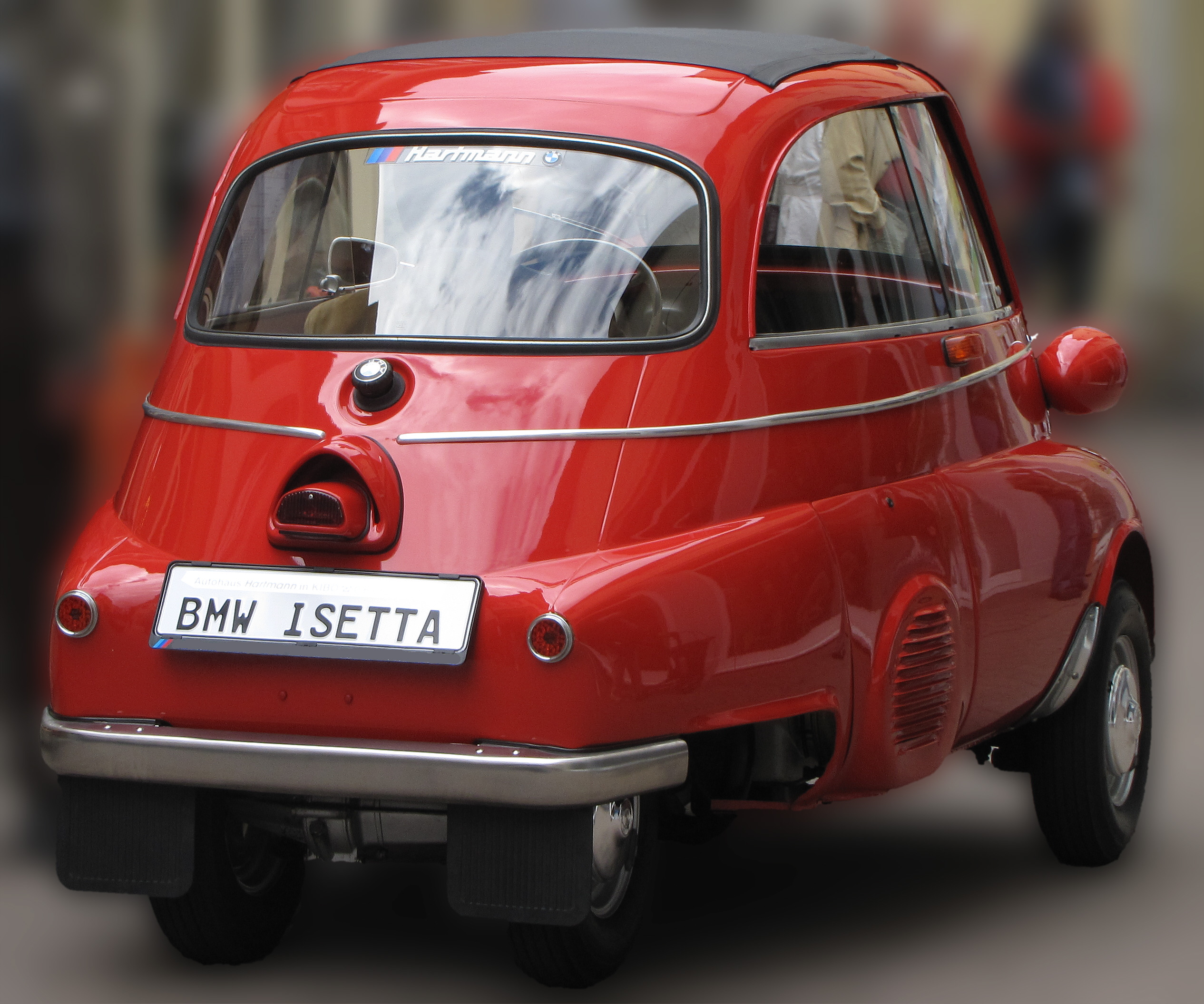
Rückansicht einer BMW Isetta 250 aus dem Jahr 1957

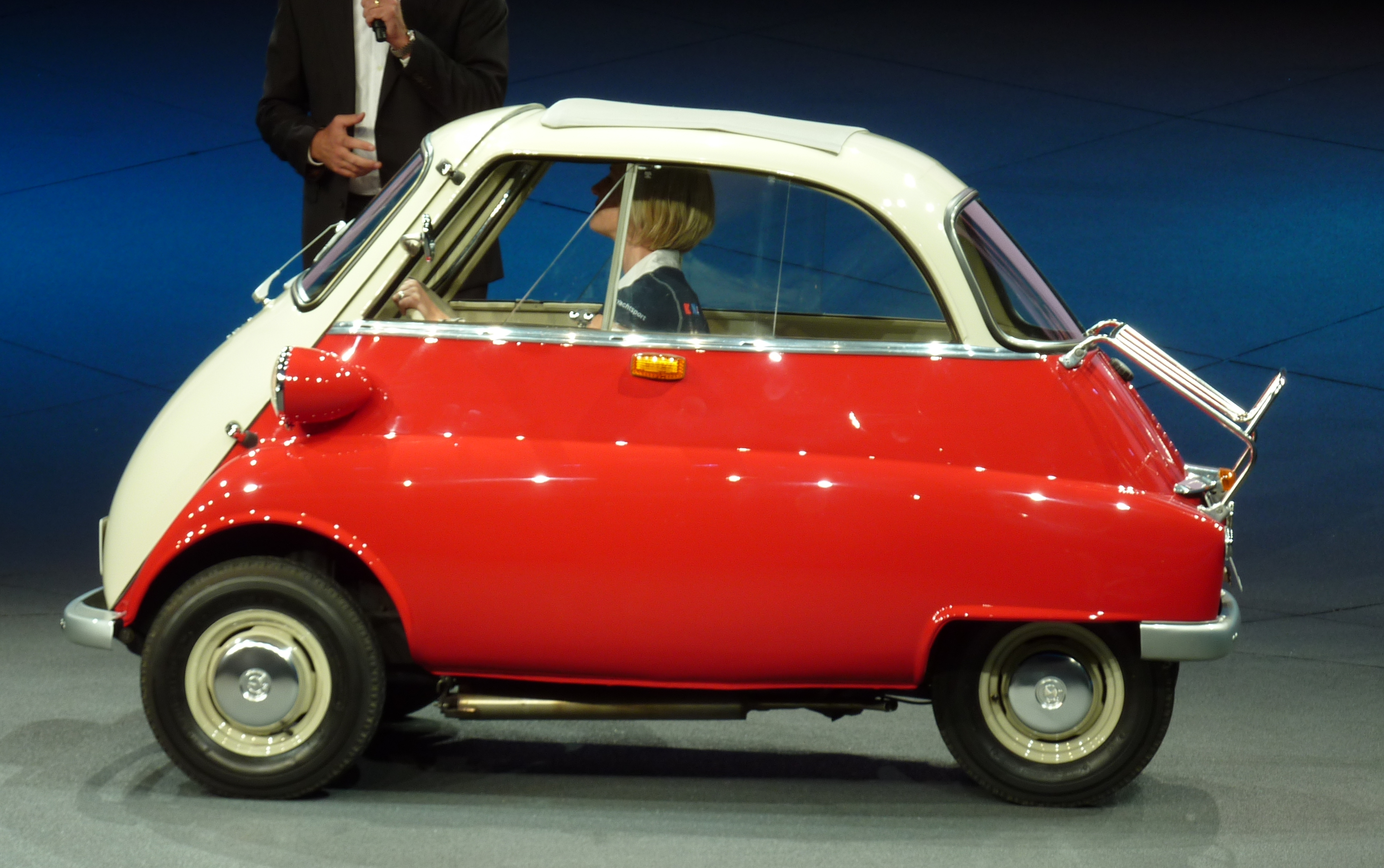
Modell „Export“ ab 1957

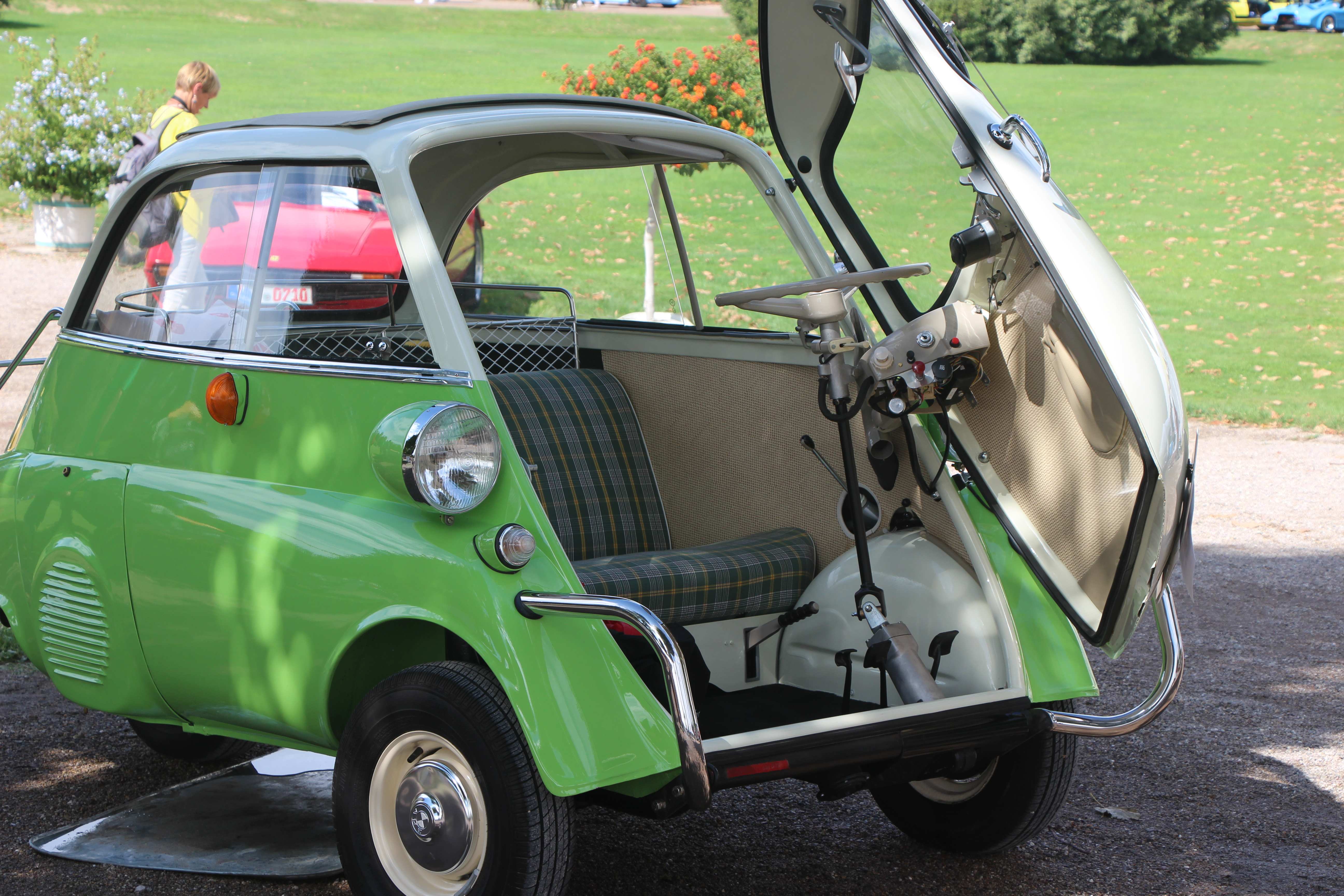
Blick in den Innenraum mit Lenksäule und Bedienelementen samt Pedalerie eines Fahrzeugs von Isetta of Great Britain

BMW hatte während des Zweiten Weltkriegs in den beiden Münchner Werken Milbertshofen und Allach überwiegend Motorräder und Flugmotoren gebaut. Nach Kriegsende 1945 konnte BMW die Pkw-Produktion nicht wieder aufnehmen, denn das in der sowjetischen Besatzungszone gelegene BMW-Automobilwerk Eisenach wurde enteignet und Teil der Sowjetischen Aktiengesellschaft Awtowelo.
Die Fahrzeugproduktion bei BMW begann 1948 mit Motorrädern. Das erste bei BMW nach dem Krieg neu entwickelte und ab 1952 hergestellte Auto, der als „Barockengel“ bekannte BMW 501 mit Sechszylindermotor, war ein wirtschaftlicher Misserfolg, denn der Wagen war zu teuer. Bei der geringen Stückzahl deckte der Verkaufspreis von 15.000 DM (1952) nicht die Produktionskosten. Der Verkaufspreis entspricht inflationsbereinigt zum Jahr 2025 etwa 45.851 Euro.
Für viele Kunden kamen zunächst allenfalls motorisierte Zweiräder in Betracht, an vollwertige Autos, wie zum Beispiel den Volkswagen, war – auch wegen eines fehlenden Pkw-Führerscheins Klasse III – häufig nicht zu denken. Der alte Führerschein Klasse IV galt jedoch nicht nur für Motorräder, sondern schloss auch mehrspurige Kraftfahrzeuge bis 250 cm³ Hubraum ein. Diese Regelung nutzten einige Hersteller mit Rollermobilen (zum Beispiel dem Goggomobil oder dem Messerschmitt Kabinenroller). BMW hatte damals jedoch nur Motorräder und die Oberklassefahrzeuge BMW 502 oder 503 mit V8-Motoren im Angebot.

## Bedeutung der Isetta für BMW

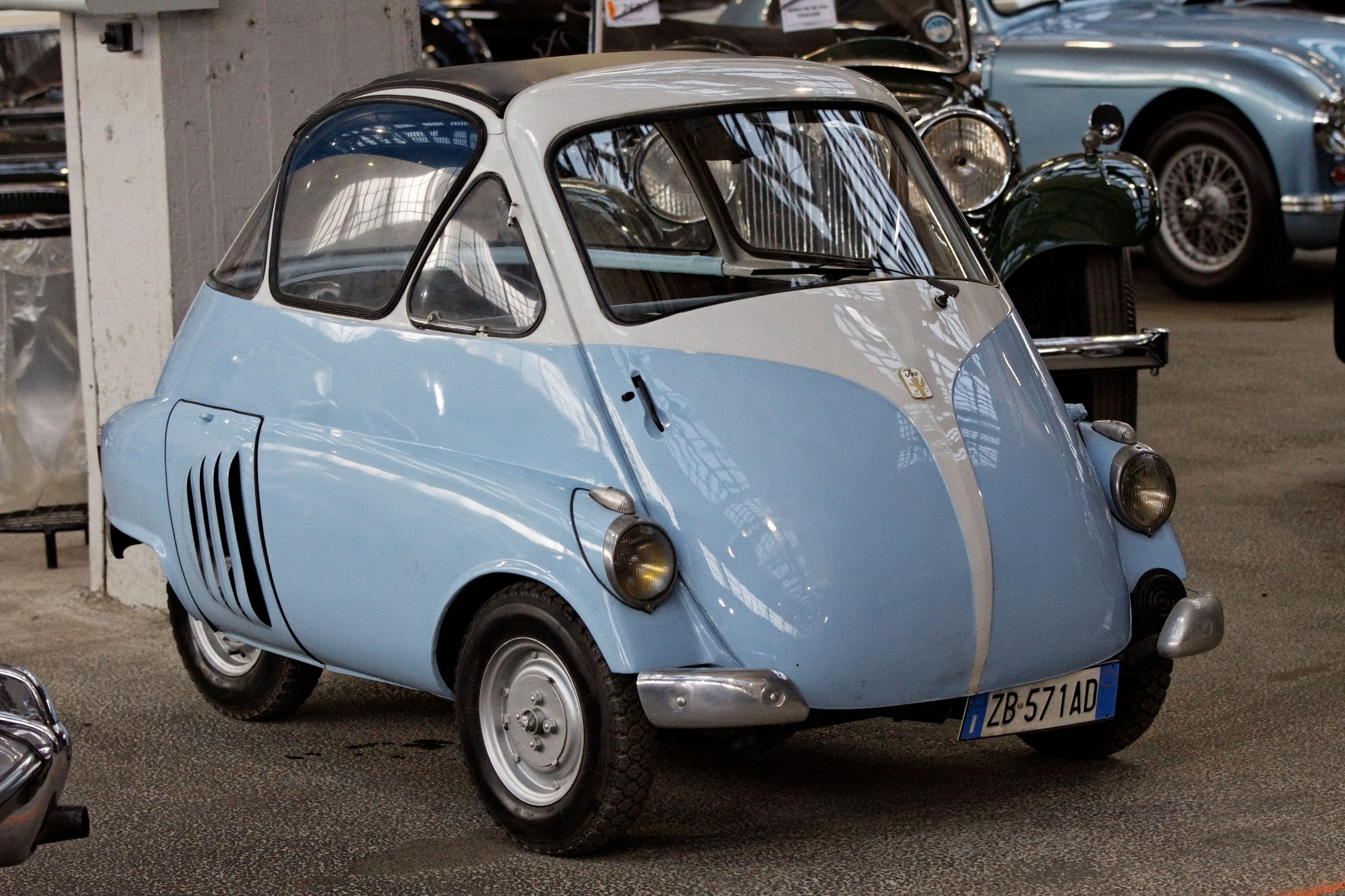
Basis für BMW: die Iso Isetta, 1953

In Italien ließ Renzo Rivolta, der Eigentümer des Kälteanlagen- und Motorradherstellers Iso Rivolta, von den Flugzeugingenieuren Ermenegildo Preti und Pierluigi Raggi ein Rollermobil in ungewöhnlicher Form konstruieren: die Iso Isetta, die 1954 vorgestellt wurde. Wie bei einem Lastensegler klappte man bei diesem Fahrzeug eine große Fronttür auf; Preti hatte während des Zweiten Weltkriegs ein Flugzeug dieser Bauart (Aeronautica Lombarda AL.12) projektiert. Das Lenkrad schwenkte mit der Fronttür nach vorn und zur Seite und auf diese Weise konnte gut in den für zwei Personen ausreichenden Innenraum eingestiegen werden.
BMW geriet Anfang der 1950er Jahre allmählich in eine Krise. Zeit für Planung und Konstruktion eines Kleinstwagens blieb nicht, es gab nur eine andere Möglichkeit: den Lizenzbau. Auf dem Turiner Autosalon wurde die Delegation von BMW auf die Isetta aufmerksam und sah in ihr eine Chance. Nach Abschluss des Lizenzvertrages mit Iso wurde eine Isetta ins Werk geholt und die Konstruktion verbessert. Die Isetta bekam einen Einzylindermotor aus dem Motorradprogramm von BMW, umgebaut auf Gebläsekühlung und Starterlichtmaschine. Die BMW Isetta hat wie das Original zwei Hinterräder, für Österreich gab es eine dreirädrige Version, weil sie so als Motorrad galt. Die konstruktiven Änderungen erwiesen sich als Erfolg.
Die Isetta konnte die Finanzkrise bei BMW zwar nicht abwenden, brachte aber immerhin einen Zeitgewinn. Am 5. März 1955 wurde sie der Öffentlichkeit zu einem Preis von 2.580 DM vorgestellt. Die Fachpresse zeigte sich beeindruckt. Zwischen 1955 und 1962 wurden 161.728 Motocoupés verkauft. Nur das Goggomobil übertraf diese Zahl. Der Erfolg der Isetta verschaffte BMW die dringend benötigten Mittel und die Zeit zur Entwicklung neuer Modelle. So entstanden der BMW 600, der erfolgreiche BMW 700 und die Neue Klasse, die für lange Zeit zur Grundlage des Erfolges von BMW wurde. Die Isetta gilt als eines der Symbole für den raschen Wiederaufbau Deutschlands nach 1945, das sogenannte Wirtschaftswunder.

## Fahrzeug-Geschichte
Von April 1955 bis März 1956 wurde die erste Version der Isetta gebaut. Sowohl das Modell 250 und als auch Modell 300 (vorgestellt im Dezember 1955) hatten eine große, um die Ecken herumgezogene Panoramaheckscheibe aus Plexiglas, feststehende Seitenscheiben und zu öffnende Dreiecksfenster. Die Rundumsicht war sehr gut. Im Oktober 1956 kam die zweite Version, „Export“ 250 und 300, auf den Markt. Sie unterschieden sich vom bisherigen Modell insbesondere durch ein verändertes Dach: Vergrößerte Seitenfenster mit Schiebefenstern an den Seiten ersetzten die vorherigen Ausstellfenster und die Heckscheibe wurde durch eine kleinere Sicherheitsglasscheibe ersetzt.
Beide Modelle erhielten auch an der Vorderachse Teleskopstoßdämpfer. Das 300er-Standardmodell hatte noch Reibungsdämpfer.
BMW hatte von Iso das Recht zum Export nach Skandinavien, Österreich und in die Schweiz erhalten, während Spanien von Iso España, die Benelux-Staaten und Frankreich von dem französischen Lizenznehmer Vélam beliefert wurden. Die spanischen Isettas waren baugleich mit den italienischen, Vélam baute seine Isetta mit einer selbst entwickelten selbsttragenden Karosserie. In Belgien wurden bei Moorkens (heute Alcopa) ab 1959 BMW-Isettas montiert. In Brighton entstand in Lizenz die BMW-Isetta als Isetta of Great Britain, dort wurden auch Rechtslenker und Dreiradversionen regulär angeboten. Außerdem belieferte Brighton den skandinavischen Markt sowie Australien und Neuseeland. In Brasilien wurde die Romi-Isetta von Indústrias Romi ab 1956 anfangs in Lizenz von Iso Italien, ab 1959 dann in der BMW-Form in Lizenz von BMW gebaut.
Auch auf den Exportmärkten wurde die Isetta zum Erfolg. Beispielsweise gab es ein US-Modell mit größeren Sealed-Beam-Scheinwerfern und größeren Rückleuchten sowie ein Tropenmodell mit regulierbarem Lufteinlass durch die Fronttür. Die Isetta wurde auch in einer Cabrio-Version angeboten, bei der anstelle der Plexiglasscheibe der Standardversion ein Faltverdeck heruntergeklappt werden konnte; die Cabrio-Version der Export-Isetta hatte dann eine im hinteren Teil verkürzte und veränderte Blechdachkonstruktion für das gleich groß gebliebene Heck-Faltverdeck. Ein aus der Cabrio-Isetta abgeleitetes Pick-up-Modell mit 250 kg Zuladung, bei dem statt des Heck-Verdecks ein Lastenaufbau eingesetzt wurde, fand wenig Käufer.

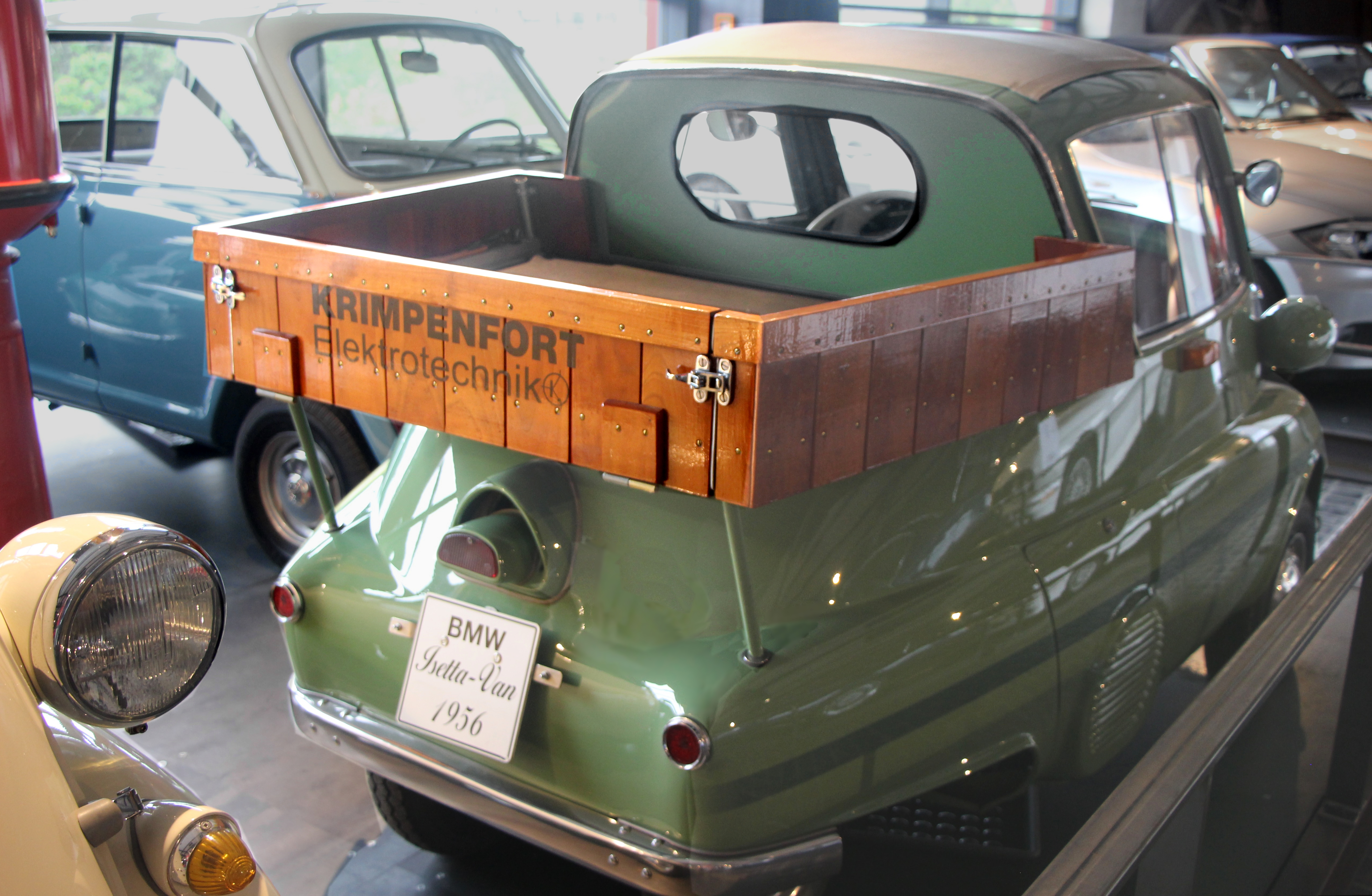
Isetta Pick-Up, 1956
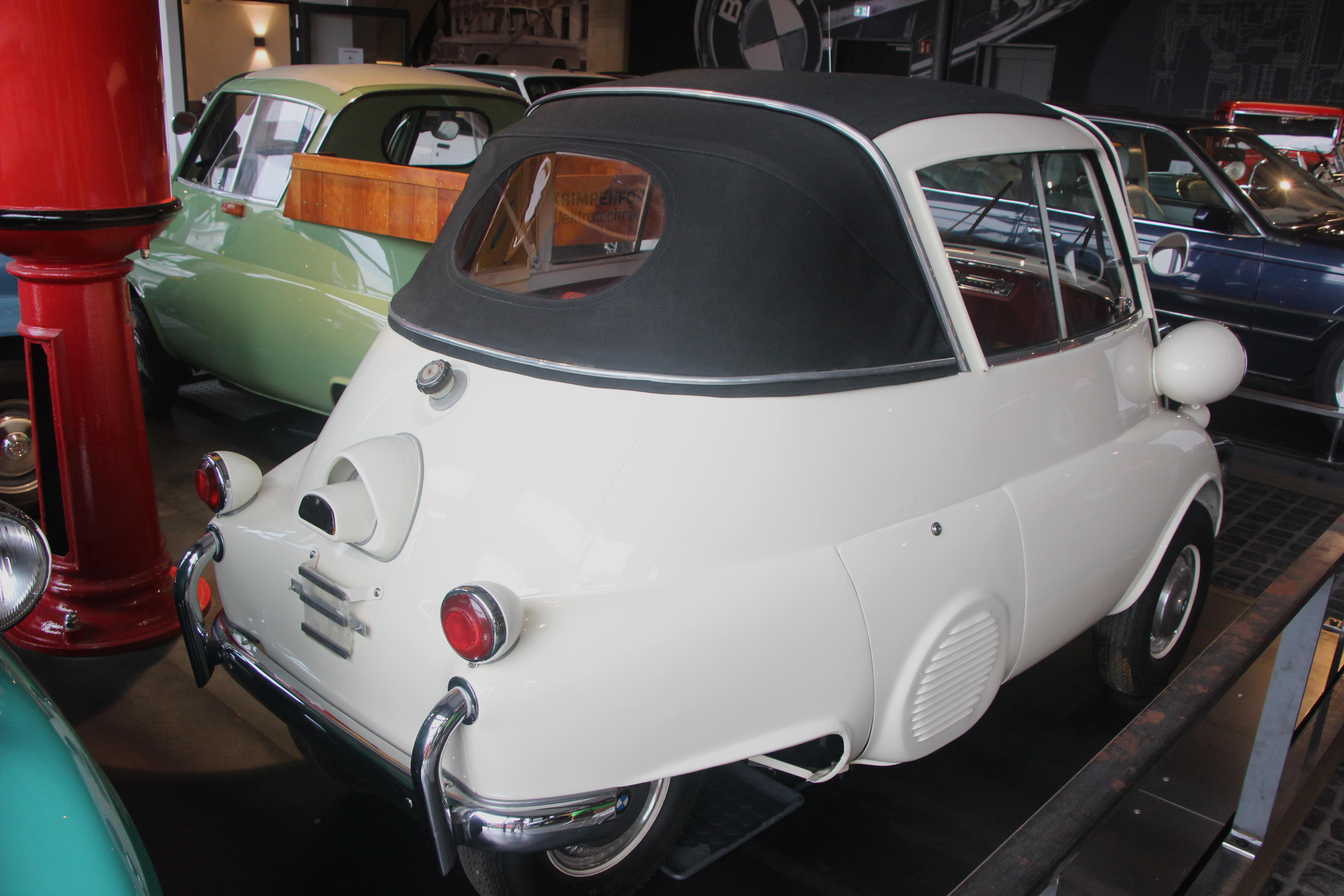
Von der „Export“-Variante abgeleitetes Cabrio, US-Version
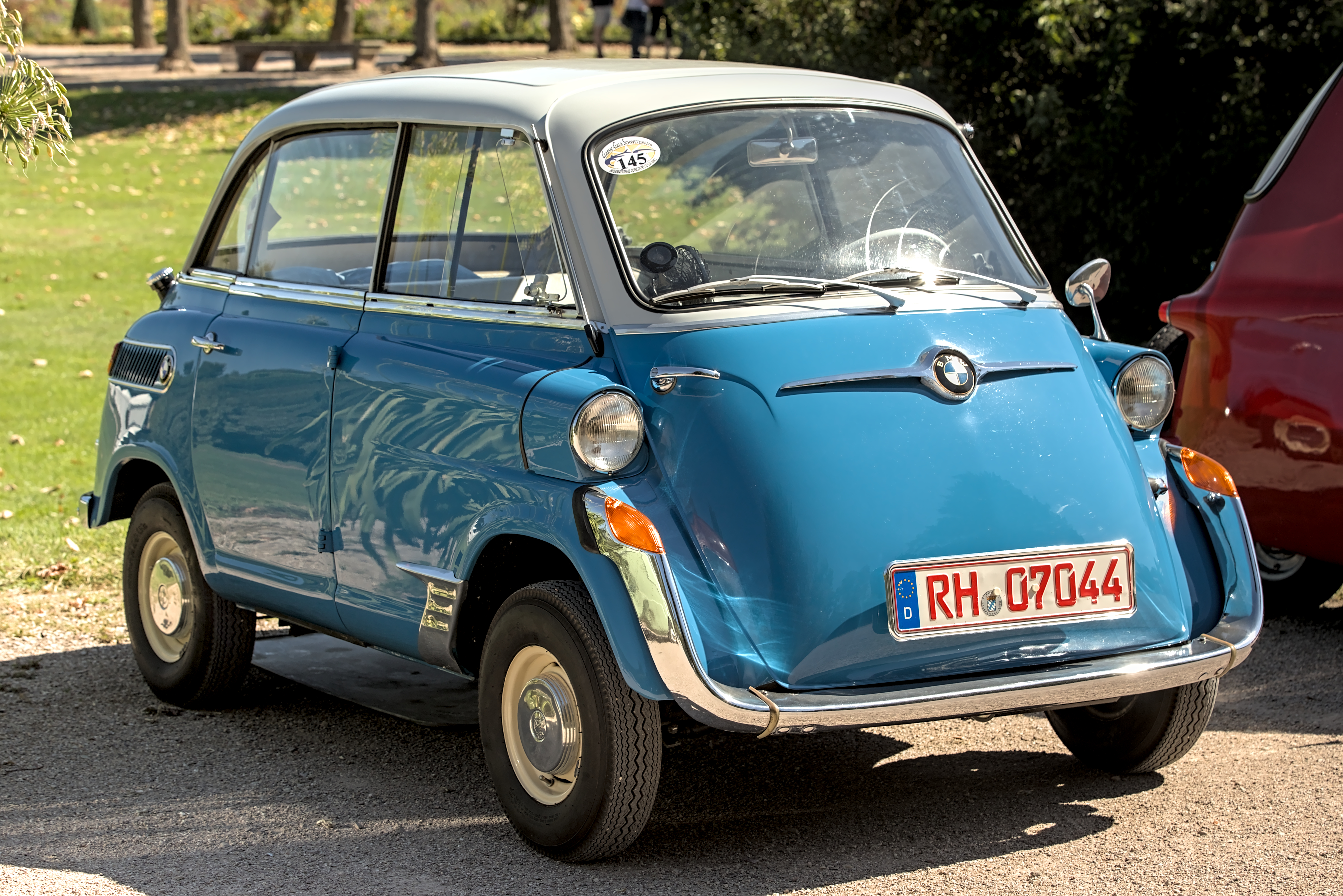
„Große Isetta“ BMW 600
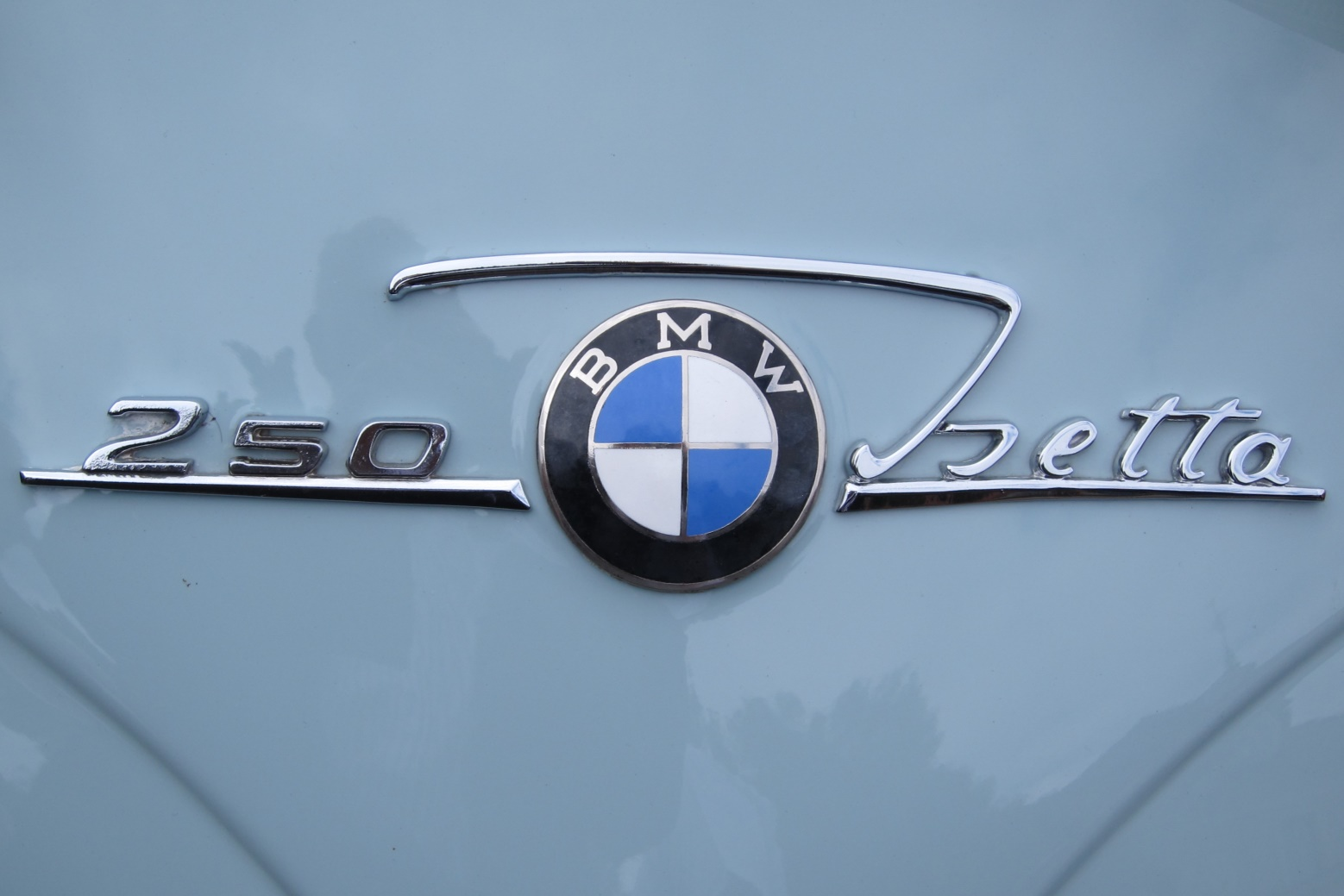
Isetta-Schriftzug ab 1959
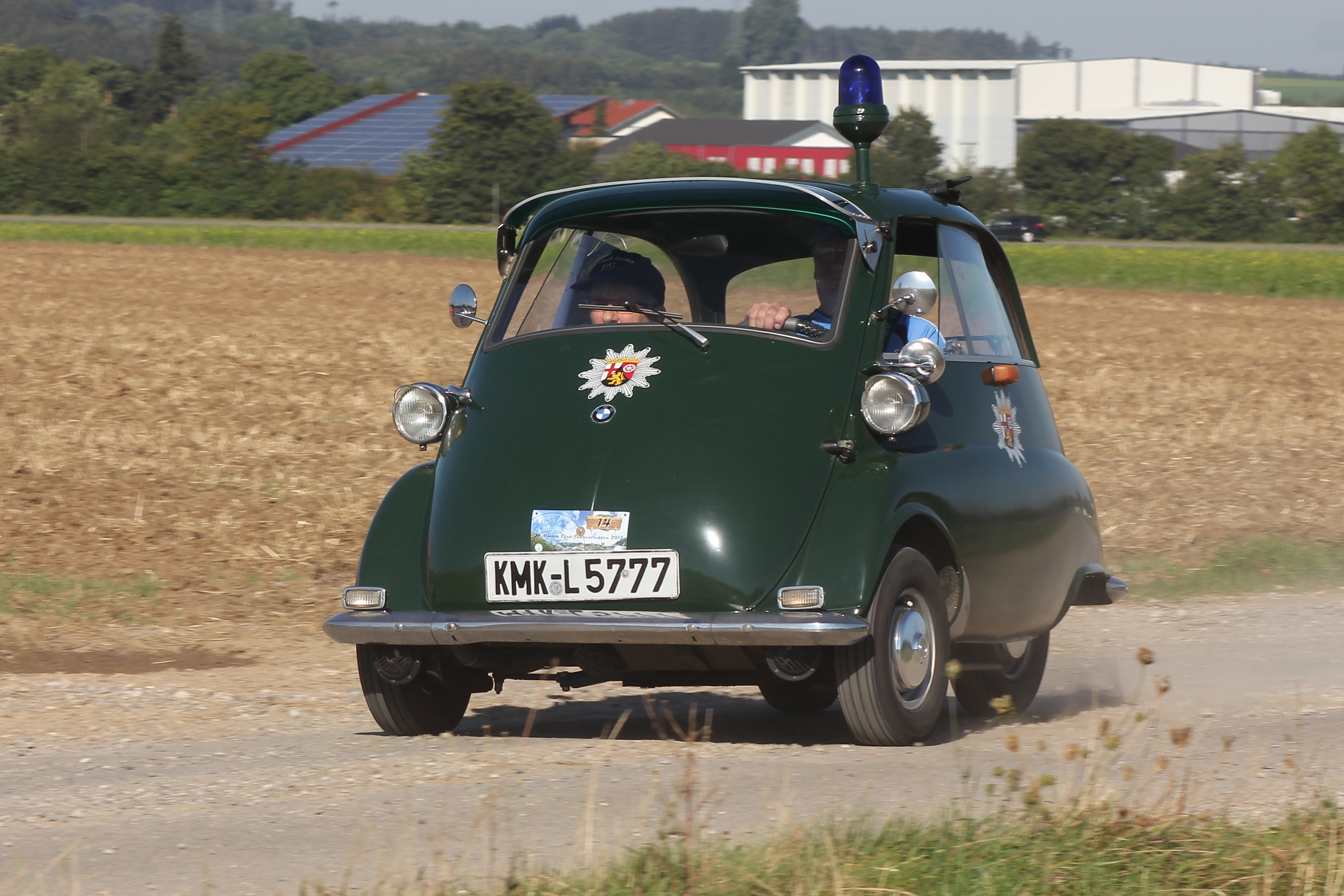
BMW Isetta als Polizeifahrzeug
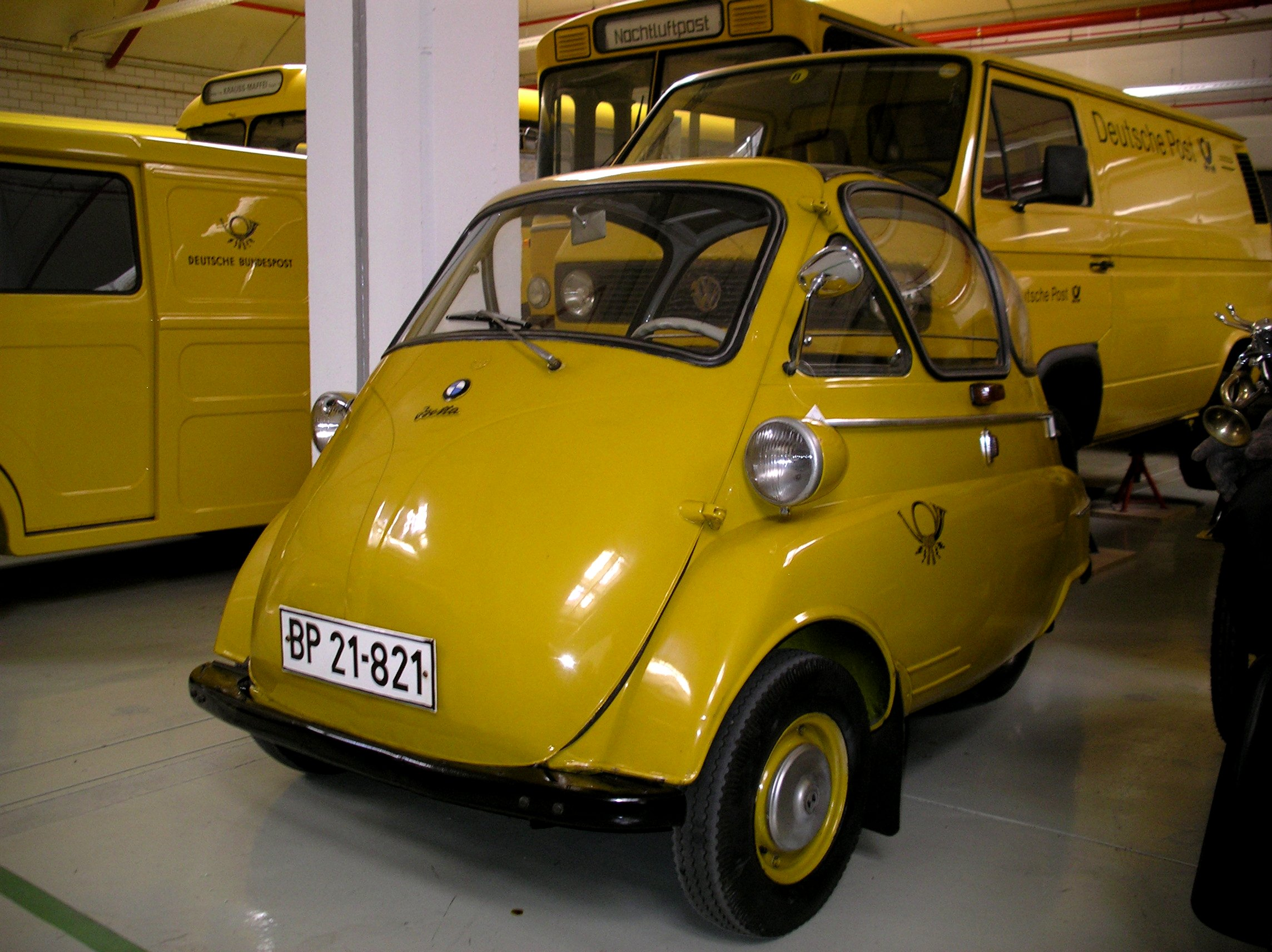
BMW Isetta der Deutschen Bundespost
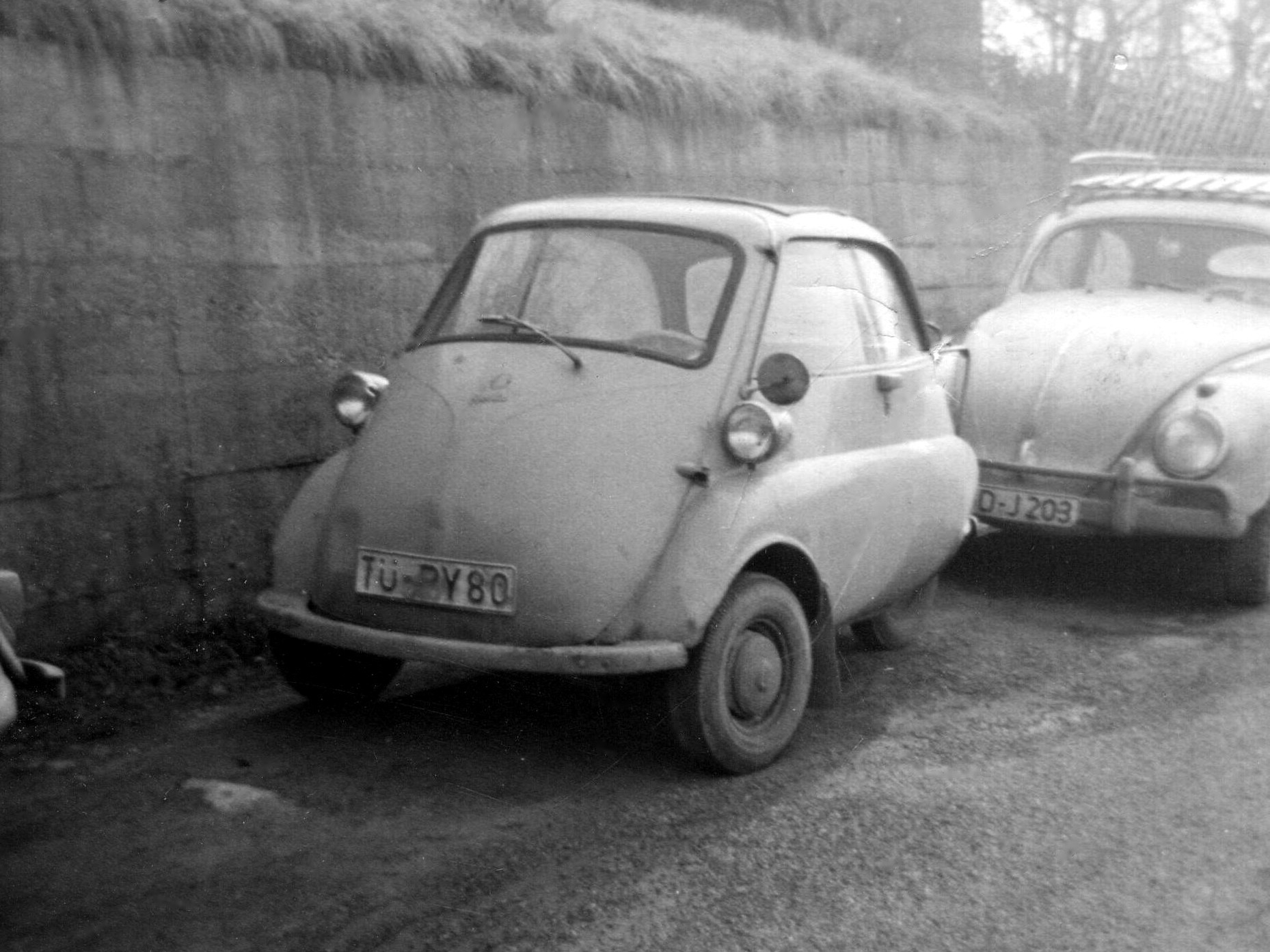
BMW Isetta-Modell vor 1959 im täglichen Gebrauch, 1972
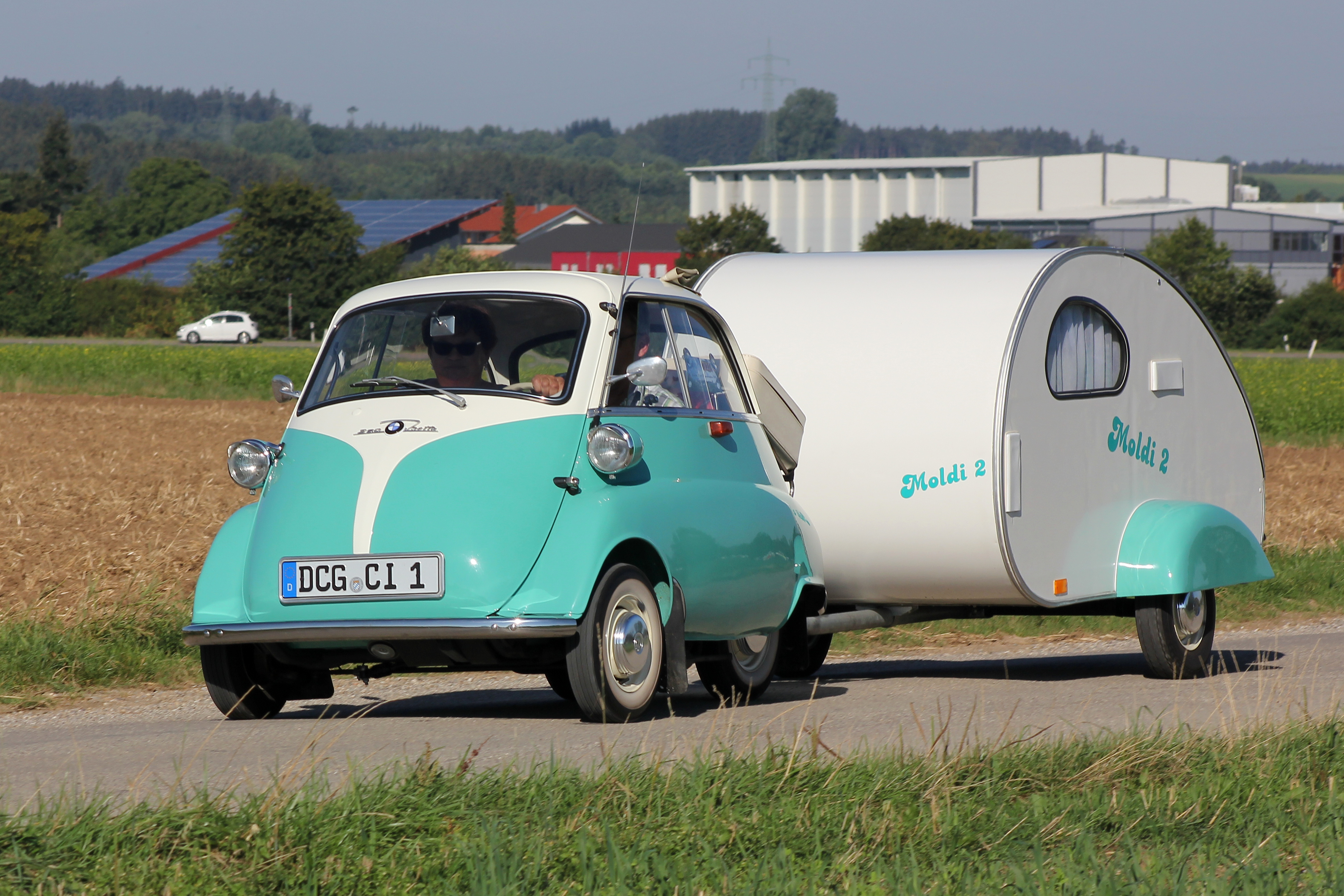
Isetta mit Moldi-Wohnanhänger[11], Isetta-Treffen 2015 in Bad Wörishofen

1957 kam der von der Isetta inspirierte viersitzige BMW 600 mit 200 mm längerem Radstand und Heckmotor auf den Markt, der zusätzlich zur Fronttür eine Seitentür rechts und eine Rücksitzbank hat. In der Fronttür ist auch das Reserverad untergebracht. Der BMW 600 hat einen längs eingebauten Zweizylinder-Boxermotor mit 585 cm³ mit 19,5 PS (14,3 kW). Vorder- und Hinterräder sind an Längsschwingen aufgehängt. Der Motor des 600er BMW war ebenfalls ein umkonstruierter Motorradmotor, diesmal aus dem Modell BMW R 50 mit vergrößerter Bohrung.
Während der gesamten Bauzeit konzentrierte man sich bei der Isetta hauptsächlich auf die Behebung von Schwachstellen und eine verbesserte Fertigung. Die wesentlichen Elemente blieben stets die gleichen.
Die Fertigung der BMW-Isetta wurde im Mai 1962 eingestellt. Bis Anfang der 1970er-Jahre war sie noch recht häufig im Straßenbild vertreten.

## Technik
Der luftgekühlte Einzylinder-Viertaktmotor hatte anfangs 245 cm³ Hubraum und leistete 12 PS (8,8 kW), ab Februar 1956 gab es auch 295 cm³ und 13 PS (9,6 kW). Er ist an der rechten Wagenseite quer hinter der Sitzbank eingebaut. Links an den Motor sind eine Einscheibentrockenkupplung und das Getriebe angeflanscht. Die Isetta hat einen Rückwärtsgang, der bei Kleinstwagen nicht selbstverständlich war, und vier nicht synchronisierte Vorwärtsgänge, die zum Zurückschalten Zwischenkuppeln und Zwischengas verlangen, und auch beim Hochschalten sind kleine Schaltpausen und Zwischenkuppeln von Vorteil. Der Schalthebel befindet sich links neben dem Fahrer; von dort gelangen die Schaltbefehle über ein Gestänge und einen Seilzug an das Getriebe. Das Schaltschema mit hinten rechts liegendem ersten Gang und viertem Gang vorn links ist gewöhnungsbedürftig.
Über eine querliegende Kardanwelle mit Gummigelenken und eine im Ölbad laufende Duplexkette werden die Hinterräder angetrieben. Wegen der geringen Spurweite der Hinterachse von nur 52 cm wird kein Differenzial gebraucht.
Die Isetta hat einen Stahlrohrrahmen, auf den eine zweisitzige Ganzstahlkarosserie mit Fronteinstieg aufgesetzt ist. Die Seitenscheiben und die Panoramascheibe im Heck der Modelle 1955 und 1956 waren aus Plexiglas. Zur Lüftung gab es anfangs außer dem Schiebedach nur ein Dreiecksausstellfenster links und rechts. Das Modell „Export“ von 1957 hat außer den seitlichen Schiebefenstern zwei Belüftungsklappen in der Tür, von denen es im Verkaufsprospekt hieß, dass sie eine „zugfreie Be- und Entlüftung“ garantieren „und dem Gesicht ein weiteres interessantes Merkmal“ geben. Die erste Ausführung wurde zunächst noch als Modell „Standard“ weitergebaut. Karosserie und Fahrgestell können bei der Isetta und beim BMW 600 voneinander getrennt werden.
Die BMW Isetta von 1955 ist an langen Scheinwerfergehäusen und einem dreieckigen Bremslichtglas zu erkennen; ab 1956 waren die Scheinwerfergehäuse eiförmig. Ungewöhnlich für diese Fahrzeugklasse war eine 12-Volt-Anlage. Die spannungsregulierte Gleichstrom-Lichtmaschine von Bosch mit 130 Watt Leistung ist gleichzeitig Anlasser (Dynastart-Lichtanlasser). Auf dem Polrad sitzt das Lüfterrad für die Motorkühlung.

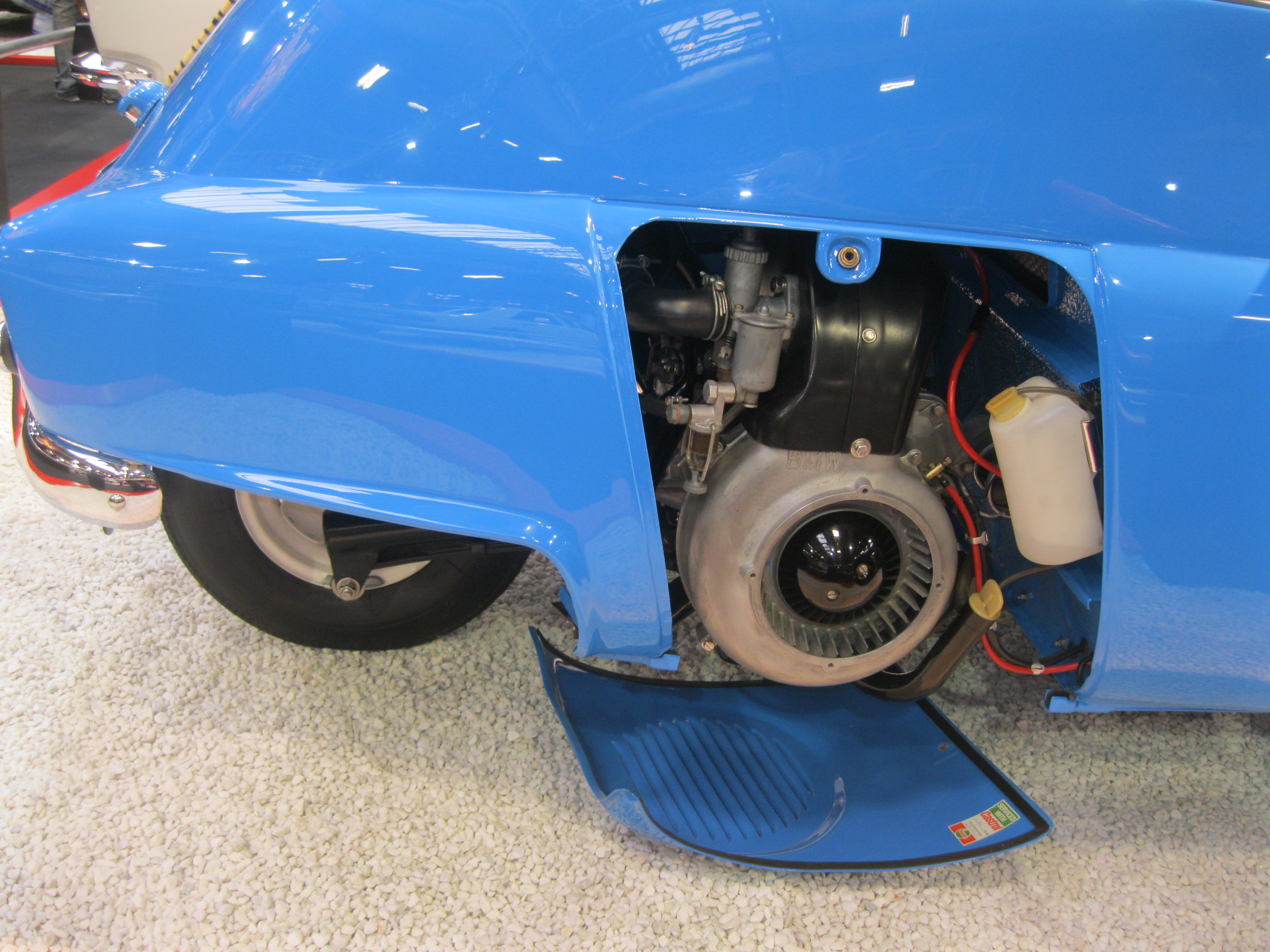
Blick von außen auf den Gebläsemotor
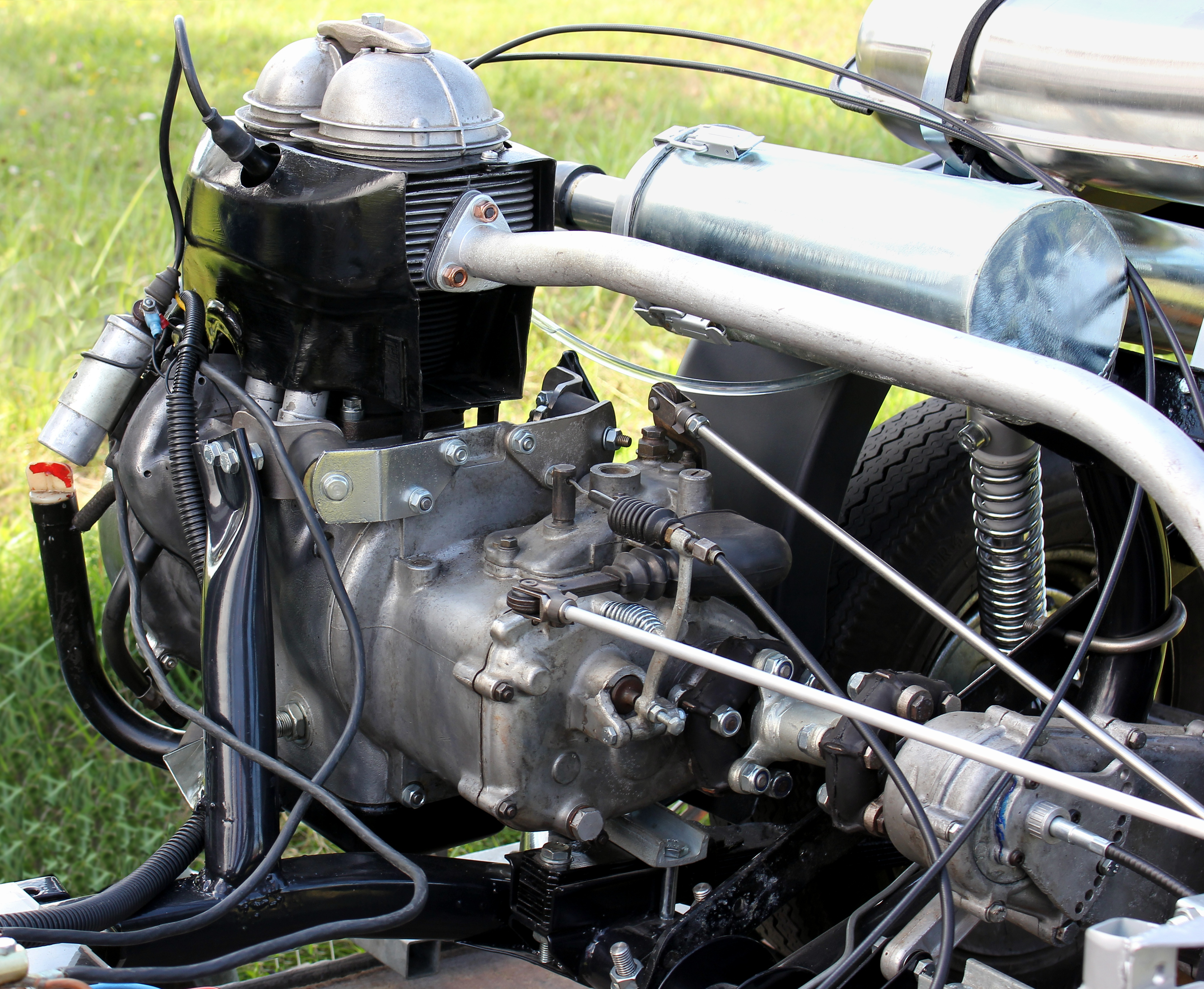
Motor und Getriebe der Isetta (Die im Bild sichtbare Schraubenfeder ist kein serienmäßiges Bauteil.)
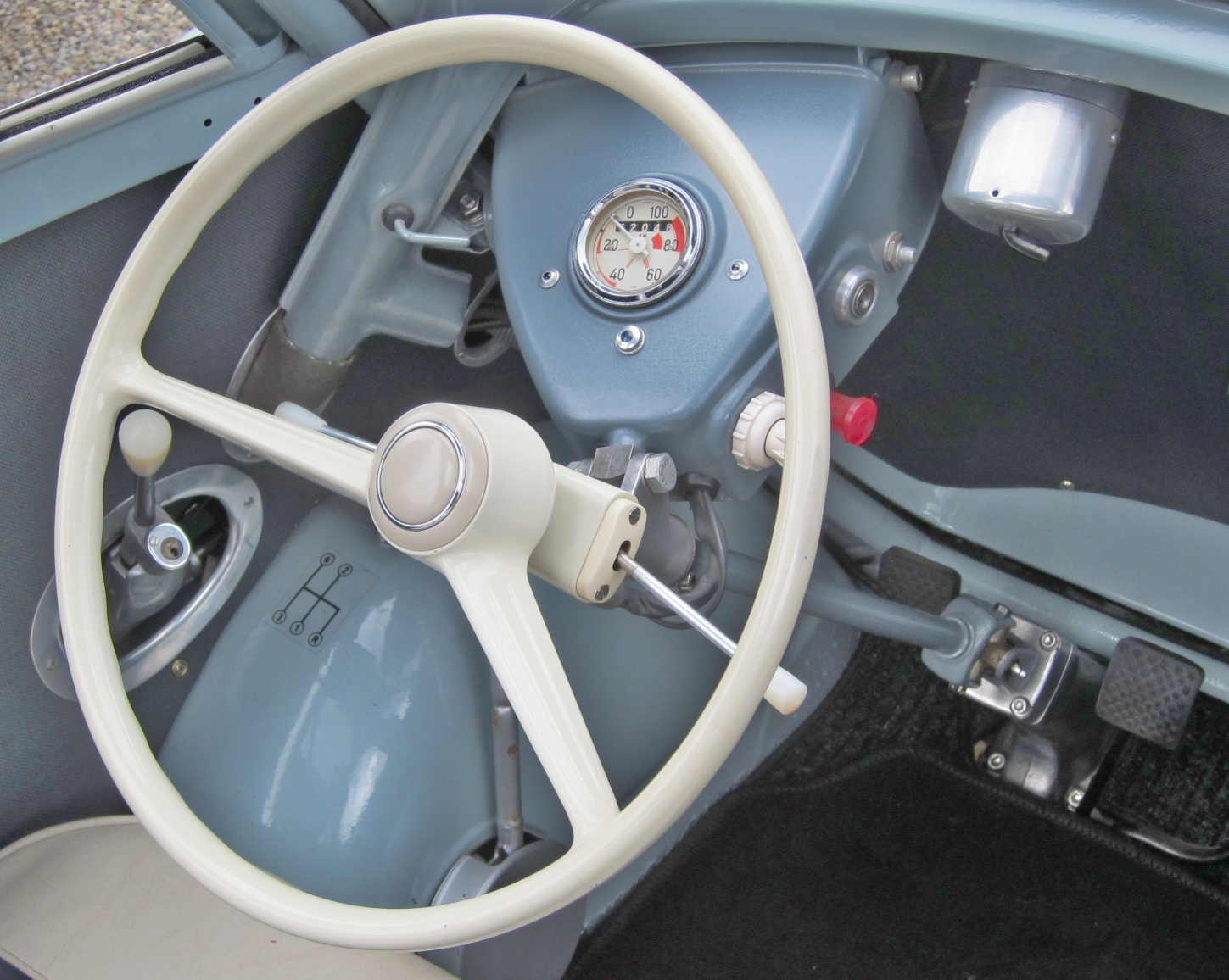
Isetta 250, Cockpit, links der Schalthebel mit Schema
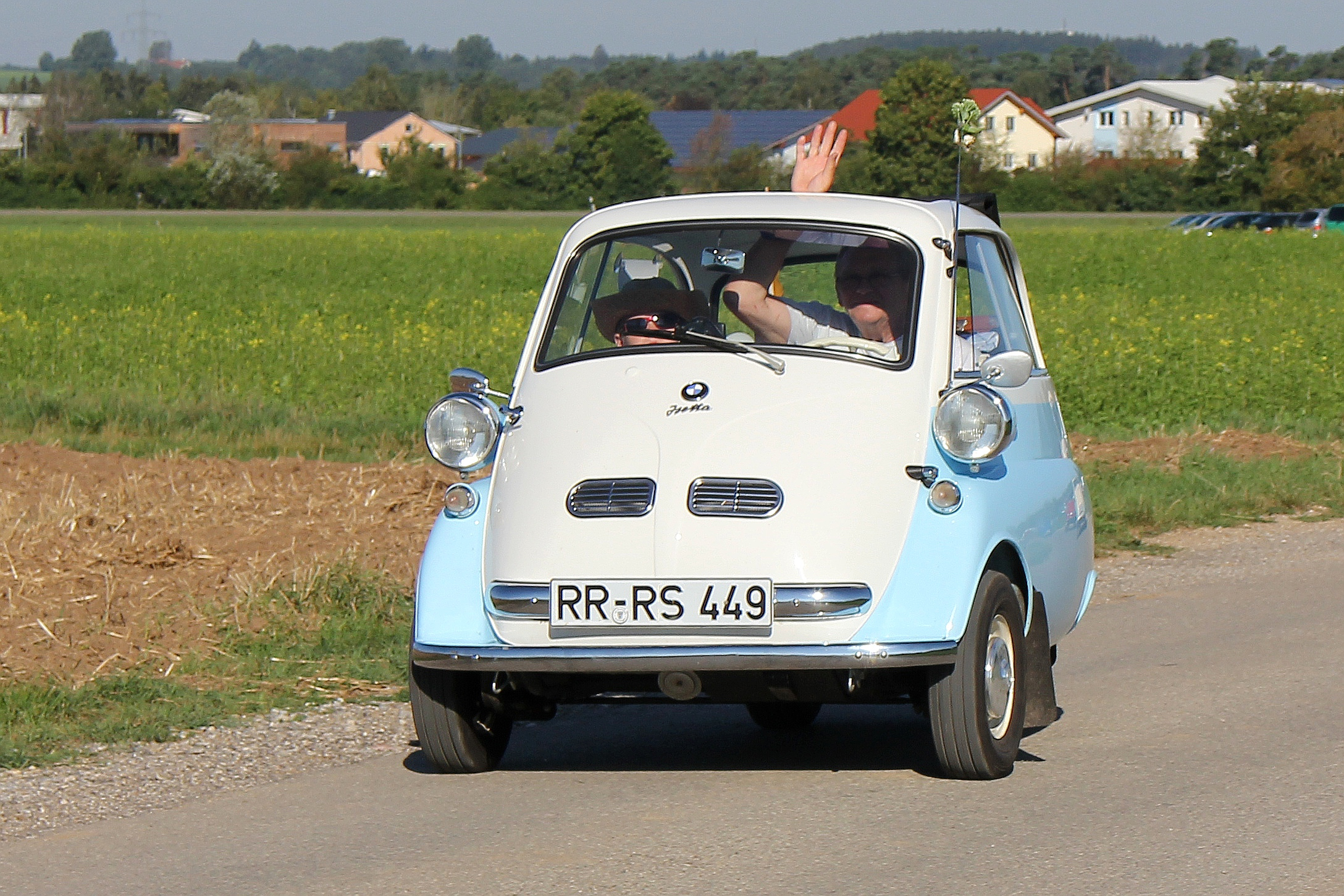
Isetta 300 „Export“ 1957 mit Belüftungsöffnungen in der Tür
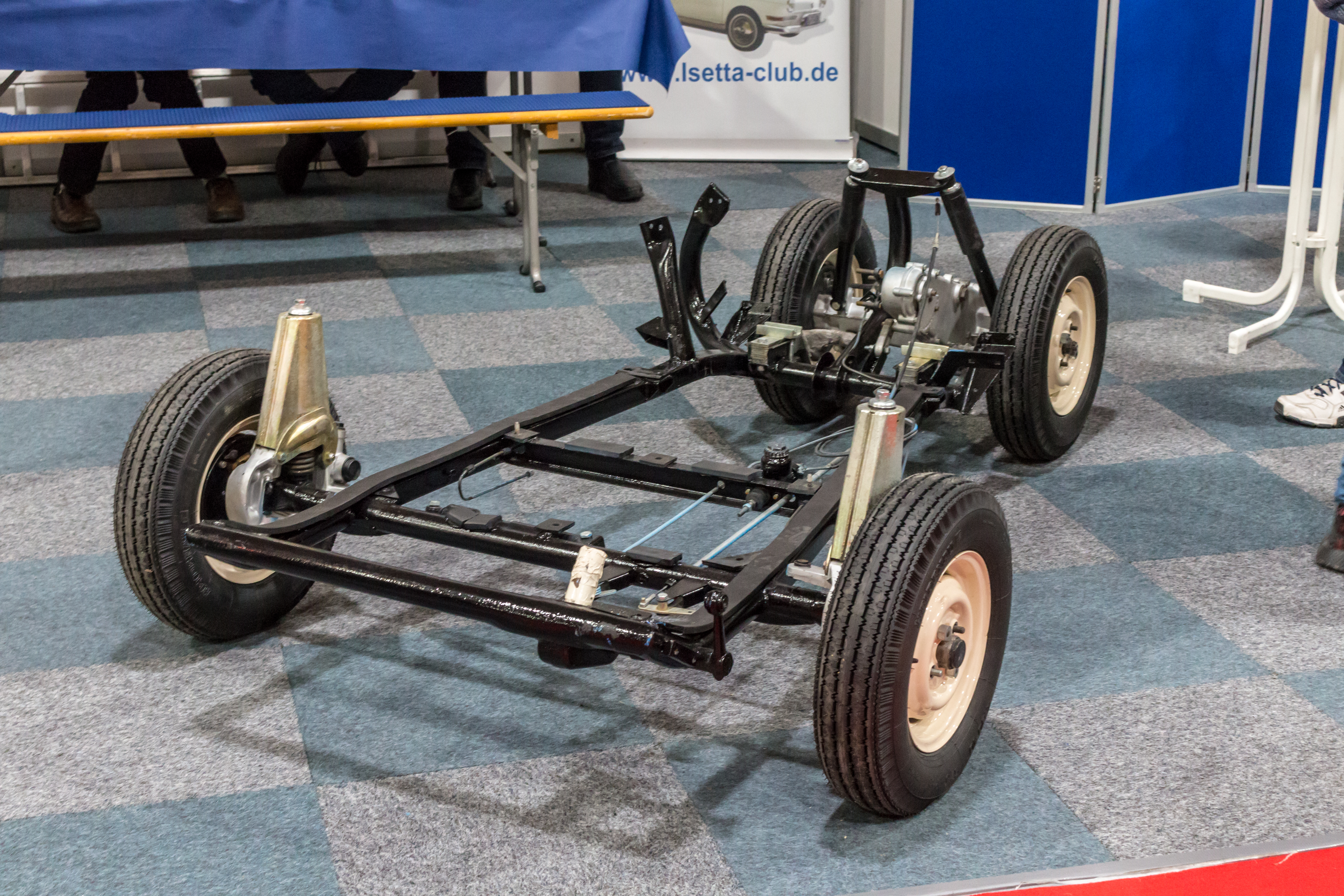
Rahmen der BMW Isetta
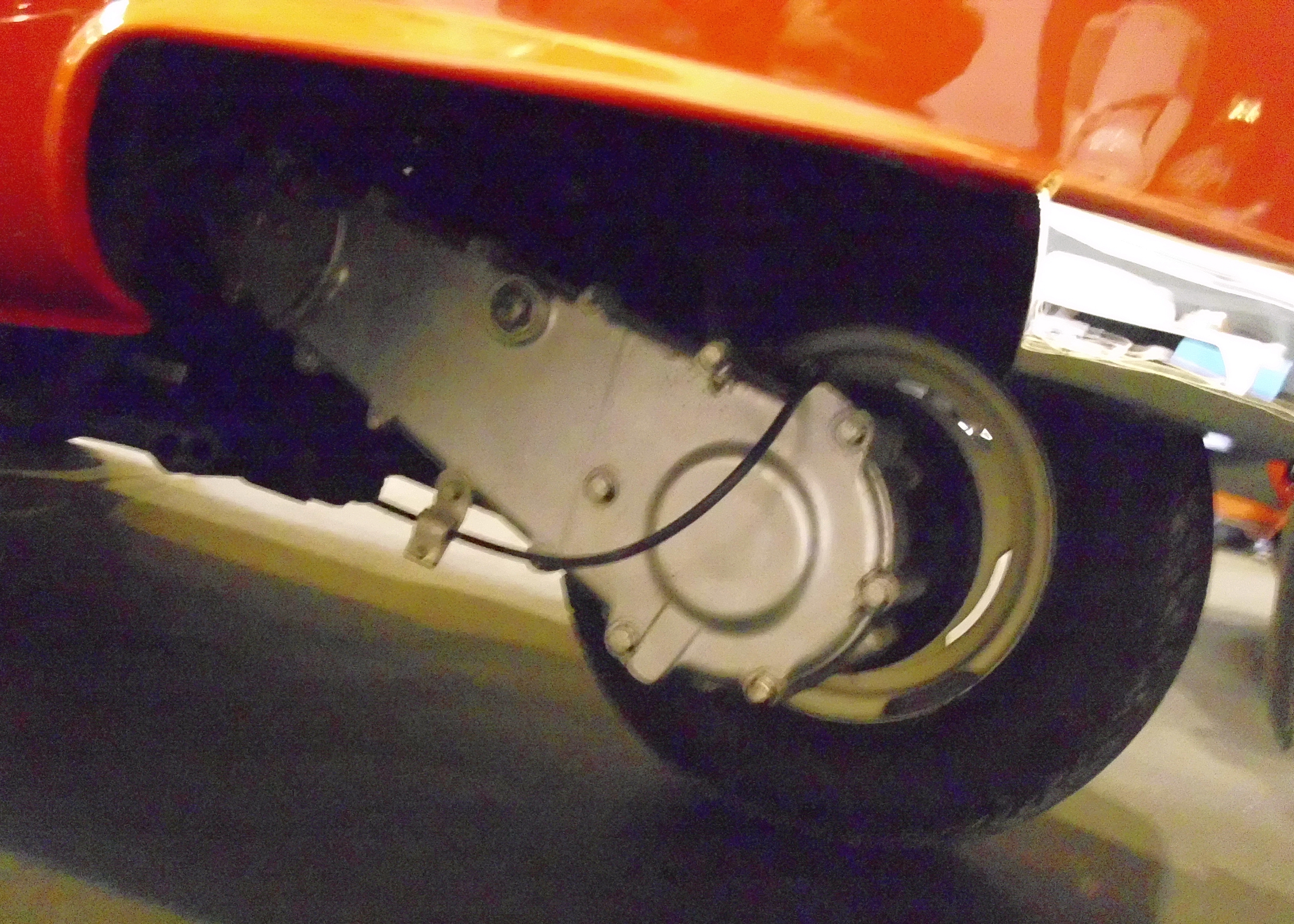
Radaufhängung der Dreirad-Version

Die Vorderräder sind einzeln nach dem von André Dubonnet erfundenen System aufgehängt: kurze geschobene Schwingen, die zum Lenken zusammen mit ihrer Lagerung geschwenkt werden. Die Isetta hat eine Spindellenkung, deren Lenkmutter über einen Umlenkhebel und eine Lenkstange auf den Lenkhebel der linken Vorderradaufhängung wirkt.
Anfangs hatten die Schwingen der Standardversion Reibungsstoßdämpfer und wirkten über einen Kniehebel und Zugstangen auf liegende Schraubenfedern, im 1957 erschienenen Export-Modell stehen die Federn zusammen mit Teleskopstoßdämpfern senkrecht unmittelbar neben dem Achsschenkelbolzen in einem mit dem Schwingenlager verschraubten Blechgehäuse. Der Dämpfer ist oben über ein Gummilager mit dem Gehäuse verbunden und sitzt unten auf einem Zapfen an der Schwinge. Die Bremsankerplatte ist auf der Schwinge drehbar und über einen Lenker unter der Schwinge mit dem Schwingenträger verbunden, um das Aufbäumen beim Bremsen zu verringern. Diese Bauweise mit den stehenden Federn behielt BMW für die Nachfolger BMW 600 und 700 bei.
Hinten hat die vierrädrige Isetta eine Starrachse an zwei Viertelelliptikfedern mit zwei Teleskopstoßdämpfern. Sie stützt sich als Deichselachse über ihren Kettenkasten und einen kurzen Lenker am Rahmen ab.
Dreiradisettas haben hinten eine U-förmige Schwinge aus Stahlrohr, die über ein aus zwei Gummilagern gebildetes Gelenk mit dem Rahmen verbunden ist und sich an den Viertelelliptikfedern abstützt. Auf dem linken Schenkel des U ist der Kettenkasten befestigt. Das Rad ist fliegend (nur von einer Seite) am Kettenkasten gelagert.
Die Fußbremse wirkt hydraulisch auf alle Räder, wobei für die Hinterräder nur eine Bremstrommel eingebaut ist. Der Durchmesser der Bremstrommeln beträgt 180 mm, die Gesamtbremsfläche 324 cm².

### Innenraum

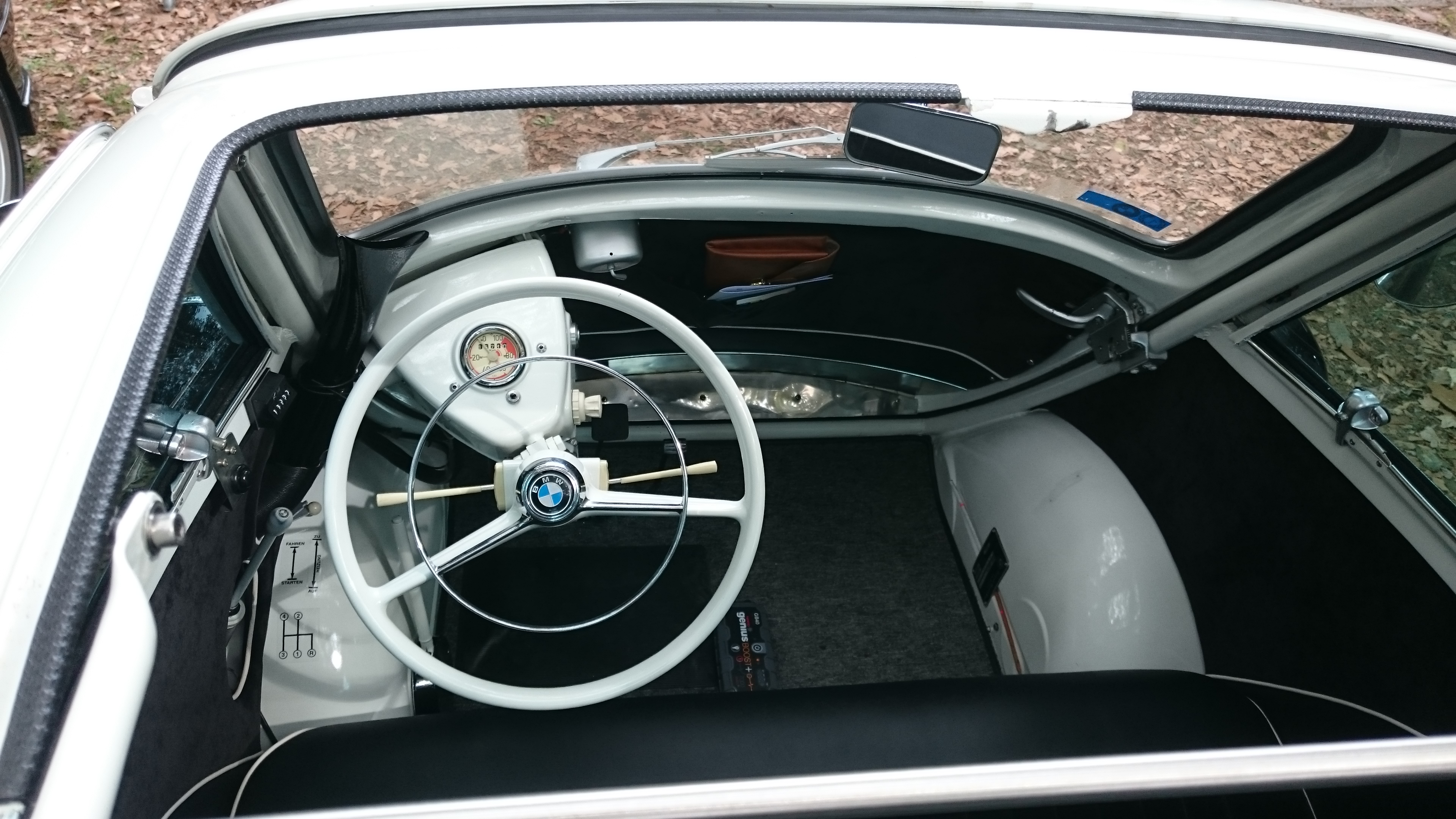
Blick auf Fahrerplatz und Sitzbank

Zwischen der durchgehenden Sitzbank und dem Motor ist das Reserverad untergebracht. Handbremse (ab 1956) und Betätigungshebel für Choke und später auch für die Heizung befinden sich wie der Schalthebel an der linken Außenwand. An der links angeschlagenen Fronttür ist ein kleines Armaturenbrett angebracht, an dem auch die mitschwenkende Lenksäule befestigt ist. Eine Heizung wurde in den ersten beiden Baujahren nicht serienmäßig angeboten. Die Innenverkleidungen bestehen aus bedruckter Pappe, die wenigen Ausschnitte sind mit Kedern verschönert.
Wie die Iso-Isetta hatte auch das BMW-Modell in der ersten Ausführung serienmäßig ein Faltverdeck. Bei der zweiten Ausführung und beim BMW 600 gehörte ein Faltverdeck nicht zur Serienausstattung, konnte aber als Sonderausstattung, hergestellt von Golde, bestellt werden.

### Kraftstoffverbrauch
Der Tank der Isetta ist im Heck über der Hinterachse eingebaut; er fasst einschließlich 3 Liter Reserve 13 Liter Benzin und hat einen Benzinhahn. Das reicht theoretisch für bis zu vierhundert Kilometer Fahrt. Bei entsprechender Fahrweise oder verschlissenen Kolbenringen steigt der Verbrauch aber auf deutlich mehr als 5 Liter je 100 km an.
Mit einem Benzinverbrauch von „etwa 3,45 Litern/100 km bei 57 km/st“ (Werksangabe) kann die BMW Isetta 1955 als erstes in Großserie gebautes 3-Liter-Auto der Welt angesehen werden. Ihr kleiner Einzylindermotor und ihr geringes Gewicht machten sie so sparsam. Gleichzeitig ist sie mit 161.728 Stück wahrscheinlich das meistverkaufte Einzylinderauto der Welt.

### BMW Isetta Dreirad Spezial

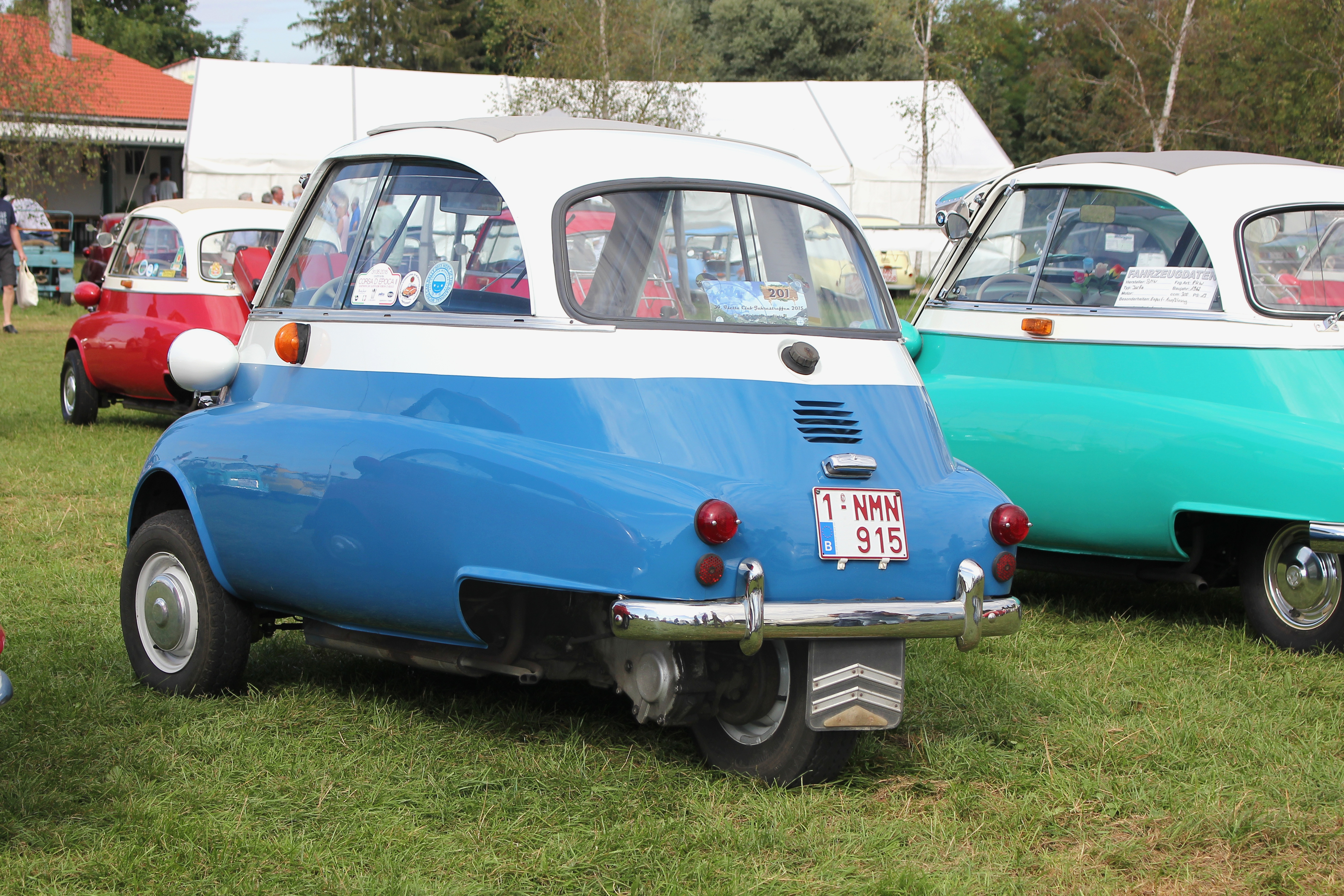
Isetta Dreirad-Version

Eine Dreirad-Variante der BMW Isetta wurde 1959/60 in über 1500 Stück für den Export, vorwiegend nach Österreich, Dänemark und England, auf Basis der „BMW Isetta 300 Export“ hergestellt. In den betreffenden Ländern wurde eine günstige Besteuerung und Fahren mit Motorrad-Führerschein wegen Einstufung als Kraftrad ausgenutzt. Das Hinterrad wurde an einer Schwinge geführt und von einer vollständig gekapselten Kette an der linken Fahrzeugseite angetrieben.

## Technische Daten
| Kenngrößen                | BMW Isetta 250 | BMW Isetta 300 |                                          |
| ------------------------- | --- | --- | ---------------------------------------- |
| Motor                     | Einzylinder-Viertaktmotor (rechts hinter der Sitzbank, quer) mit Gebläsekühlung                                                          | Einzylinder-Viertaktmotor (rechts hinter der Sitzbank, quer) mit Gebläsekühlung                                                          |                                          |
| Hubraum                   | 245 cm³ | 298 cm³ |                                          |
| Bohrung × Hub             | 68 × 68 mm | 72 × 73 mm |                                          |
| Leistung                  | 12 PS (9 kW) bei 5800/min | 13 PS (9,5 kW) bei 5200 |                                          |
| Maximales Drehmoment      | 1,45 mkp (14 Nm) bei 4500/min | 1,9 mkp (18,5 Nm) bei 4600/min |                                          |
| Verdichtung               | 6,8 : 1 | 7,0 : 1 |                                          |
| Ventilsteuerung           | untenliegende Nockenwelle, Stoßstangen und Kipphebel, Ventile V-förmig hängend                                                           | untenliegende Nockenwelle, Stoßstangen und Kipphebel, Ventile V-förmig hängend                                                           |                                          |
| Kupplung                  | Einscheiben-Trockenkupplung | Einscheiben-Trockenkupplung |                                          |
| Getriebe                  | Vierganggetriebe (nicht synchronisiert) + Rückwärtsgang; Schalthebel links                                                               | Vierganggetriebe (nicht synchronisiert) + Rückwärtsgang; Schalthebel links                                                               |                                          |
| Hinterachsantrieb         | querliegende Gelenkwelle und Duplexkette (nachstellbar)                                                                                  | querliegende Gelenkwelle und Duplexkette (nachstellbar)                                                                                  |                                          |
| Aufbau                    | Ganzstahlkarosserie auf Rohrrahmen | Ganzstahlkarosserie auf Rohrrahmen |                                          |
| Radaufhängung vorn        | geschobene Längslenker (Kurzschwingen)                                                                                                   | geschobene Längslenker (Kurzschwingen)                                                                                                   |                                          |
| Radaufhängung hinten      | Starrachse | Starrachse |                                          |
| Federung                  | Schraubenfedern vorn, Viertelelliptik-Blattfedern hinten, Teleskopstoßdämpfer                                                            | Schraubenfedern vorn, Viertelelliptik-Blattfedern hinten, Teleskopstoßdämpfer                                                            |                                          |
| Spurweite vorn/hinten:    | 1200/520 mm | 1200/520 mm | 1200/520 mm                              |
| Radstand                  | 1500 mm | 1500 mm |                                          |
| Reifengröße               | 4,80–10″ | 4,80–10″ |                                          |
| Bremsen                   | Trommelbremse; Fußbremse hydraulisch betätigt auf vier Räder wirkend, Handbremse mit Seilzug auf die Hinterräder (nur eine Bremstrommel) | Trommelbremse; Fußbremse hydraulisch betätigt auf vier Räder wirkend, Handbremse mit Seilzug auf die Hinterräder (nur eine Bremstrommel) |                                          |
| Lenkung                   | Spindellenkung, 2,5 Umdrehungen von Anschlag zu Anschlag                                                                                 | Spindellenkung, 2,5 Umdrehungen von Anschlag zu Anschlag                                                                                 |                                          |
| Maße L × B × H            | 2285 mm bzw. 2355 mm × 1380 mm × 1340 mm                                                                                                 | 2285 mm bzw. 2355 mm × 1380 mm × 1340 mm                                                                                                 | 2285 mm bzw. 2355 mm × 1380 mm × 1340 mm |
| Wendekreis                | ca. 8,30 m | ca. 8,30 m |                                          |
| Leergewicht (ohne Fahrer) | ca. 370 kg | ca. 370 kg |                                          |
| Zulässiges Gesamtgewicht  | 600 kg | 600 kg |                                          |
| Höchstgeschwindigkeit     | 85 km/h | 85 km/h |                                          |
| Normverbrauch             | 3,7 l/100 km | 3,9 l/100 km |                                          |
| Preis September 1961      | 2650,– DM + 45,– für Heizung | 2710,– DM + 45,– für Heizung |                                          |

Daten laut Verkaufsprospekten und Motor Klassik.

## Zulassungszahlen
Die Isetta wurde 161.728 Mal produziert und im Inland 109.760 verkauft. Die restlichen 51.968 produzierten Fahrzeuge gingen in den Export.
| Jahr                                                         |      |  | Stück  |        |
| 1955                                                         | 1955 |  | 10.489 | 10.489 |
| 1956                                                         | 1956 |  | 22.543 | 22.543 |
| 1957                                                         | 1957 |  | 21.129 | 21.129 |
| 1958                                                         | 1958 |  | 15.538 | 15.538 |
| 1959                                                         | 1959 |  | 16.564 | 16.564 |
| 1960                                                         | 1960 |  | 9.434  | 9.434  |
| 1961                                                         | 1961 |  | 6.384  | 6.384  |
| 1962                                                         | 1962 |  | 4.265  | 4.265  |
| 1963                                                         | 1963 |  | 414    | 414    |
| Neufahrzeugzulassungen in der Bundesrepublik und West-Berlin |      |  |        |        |

## Isetta heute
Original BMW Isettas sind bei Oldtimer-Veranstaltungen wie dem alljährlichen Treffen des Isetta-Clubs und in Museen zu sehen, zum Beispiel im BMW-Museum in München, in Bonn im Haus der Geschichte, im Verkehrsmuseum Karlsruhe oder als Polizeiversion im 1. Deutschen Polizeioldtimer-Museum Marburg.

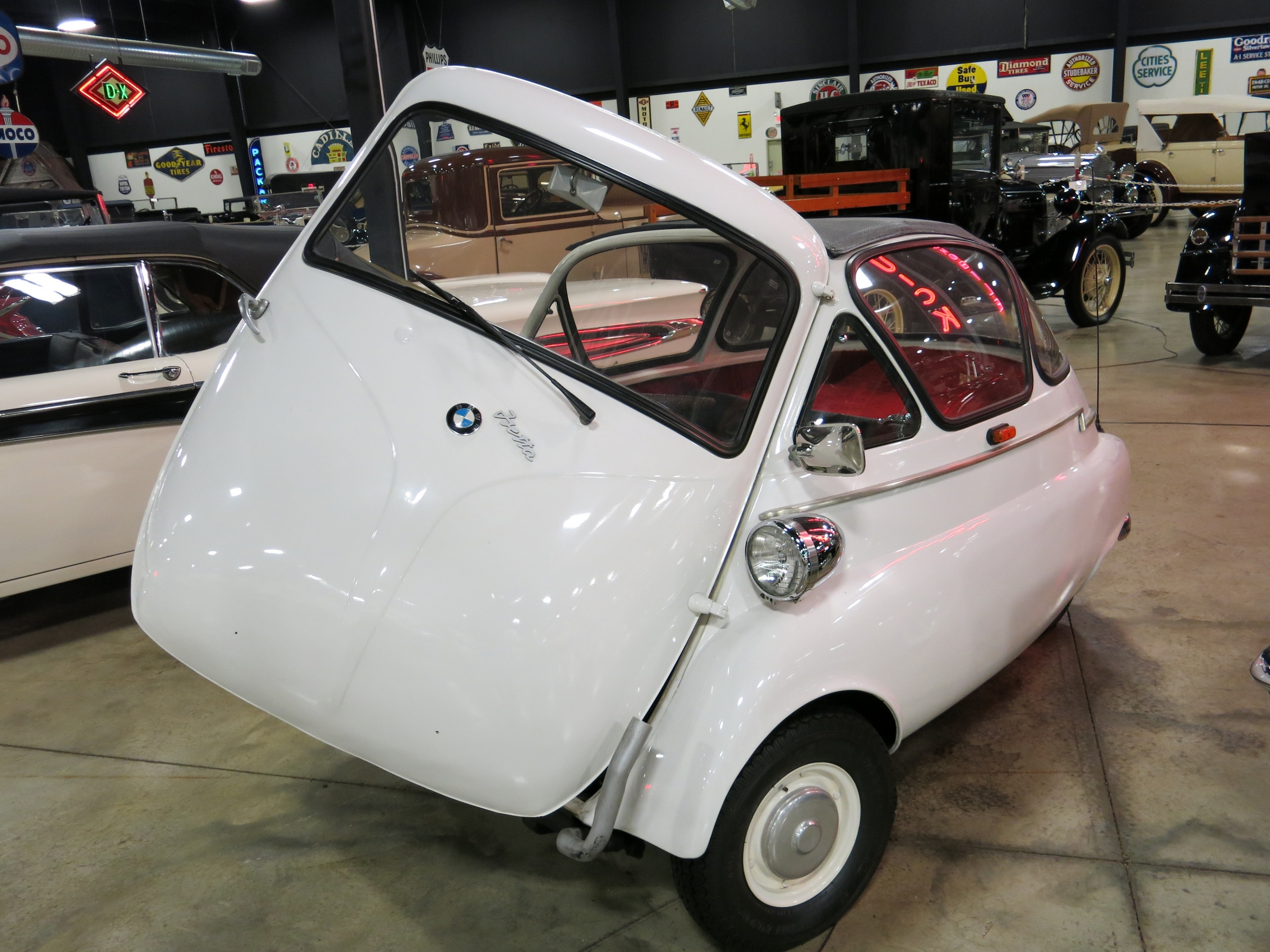
Isetta, Tupelo Automobile Museum, 2014
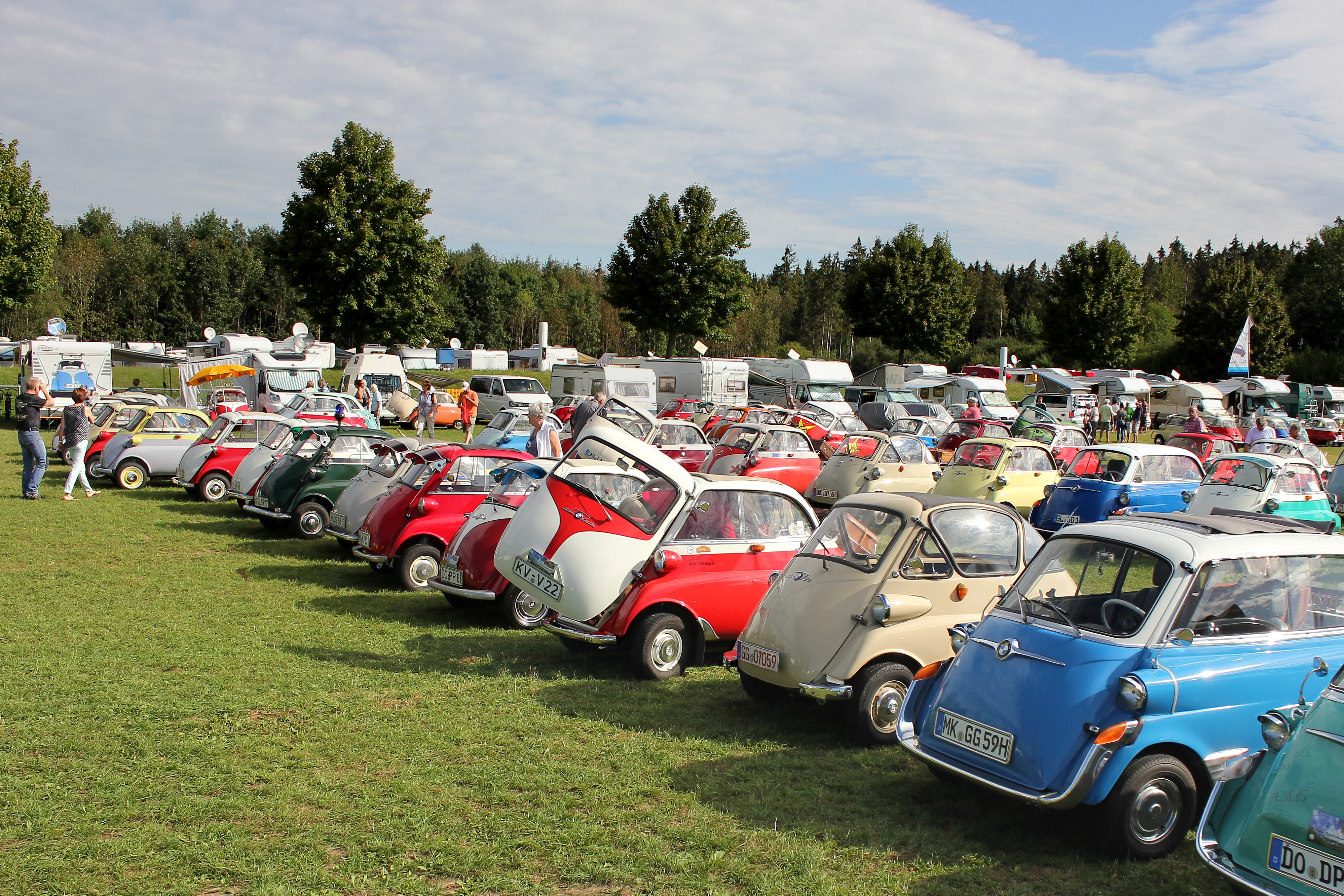
Isetta-Treffen, 2015
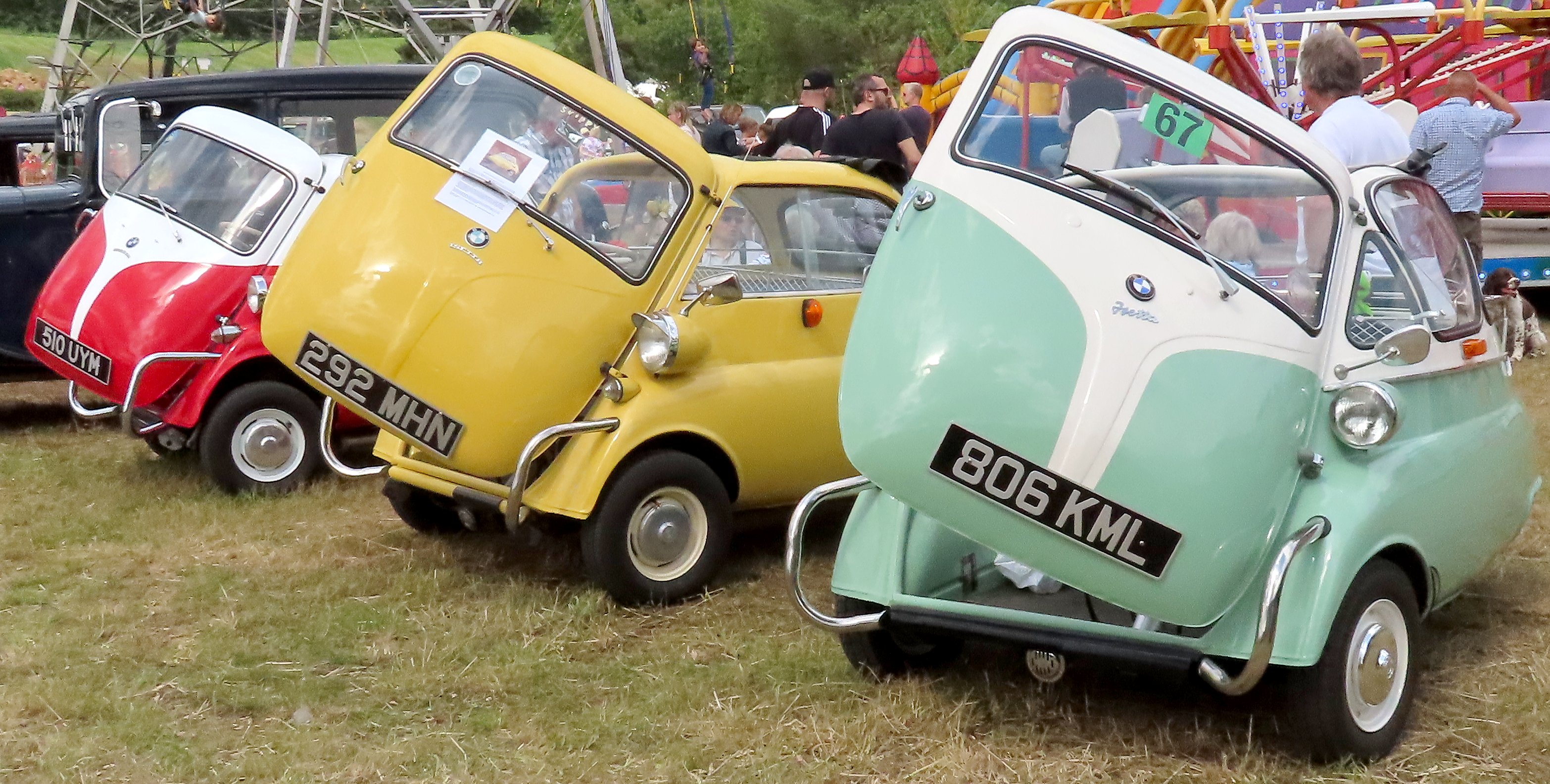
Isettas auf Oldtimerveranstaltung in Essex, 2019

## Moderne Rollermobile erinnern an die Isetta

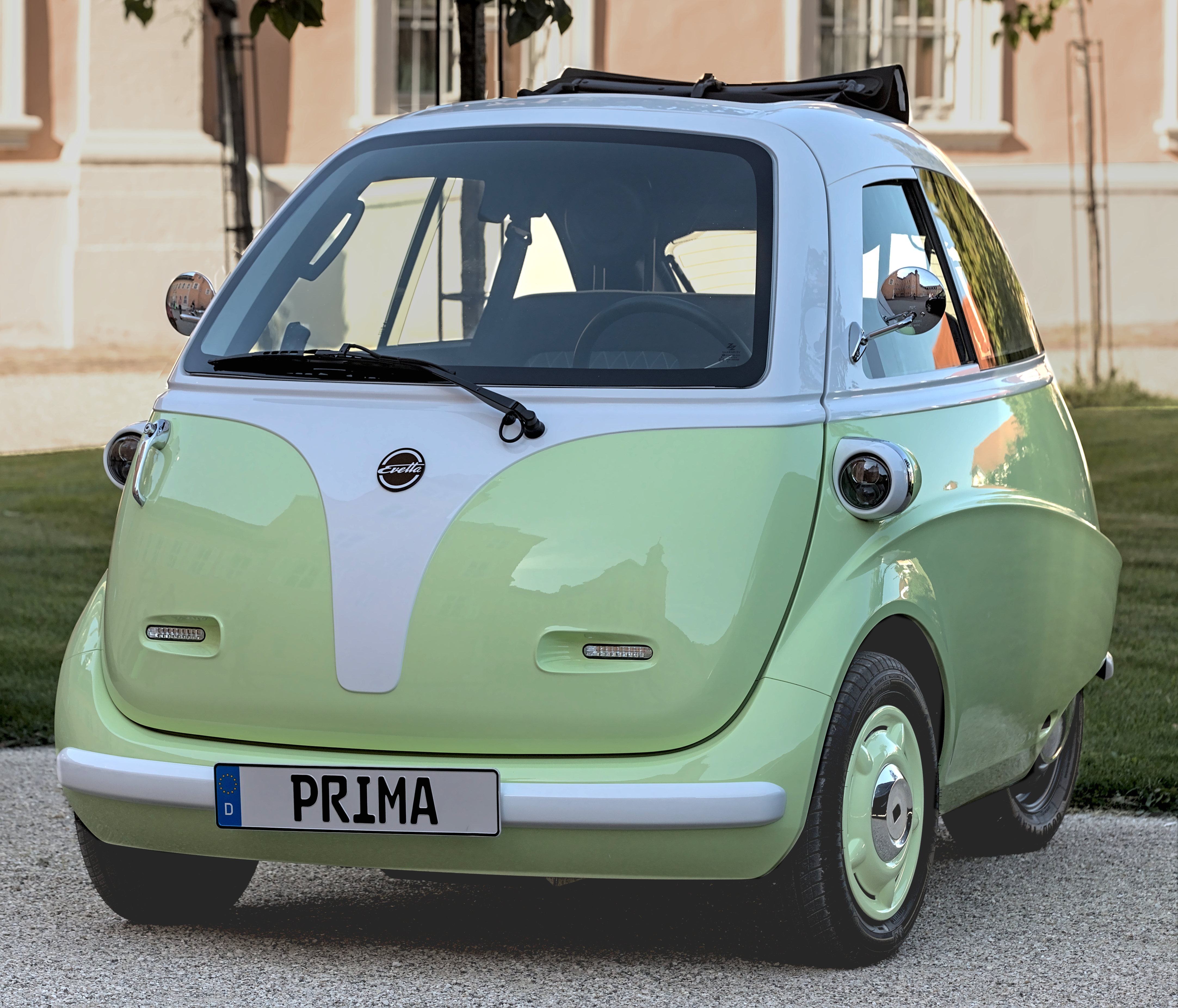
Evetta Prima

Ein Hersteller von BMW-Isetta-Replikaten war die nicht mehr bestehende Tri-Tech Autocraft in Großbritannien. Ursprünglich fertigte das Unternehmen nicht mehr erhältliche Ersatzteile für Kleinstwagen nach und erweiterte sein Produktionsprogramm auf Nachbildungen sogenannter „Bubble Cars“, die als Komplettfahrzeug oder als Bausatz angeboten wurden. Im Jahr 1998 erschien der Zetta 300, eine äußerlich originalgetreue Kopie der BMW Isetta. Er hatte jedoch einen Kastenrahmen und eine Karosserie aus Fiberglas. Angetrieben wurde er von einem 250-cm³-Honda-Motor mit Automatikgetriebe. Der Zetta wog  ca. 300 kg und war damit leichter als eine Original-Isetta.
Einen Nachbau der Isetta 250 stellte Duesen Bayern in Japan her. Diese Version basierte auf der Plattform des elektrischen Nissan Hypermini. Die für die Replika verwendeten Fahrzeugteile kamen von BMW, Nissan und Toyota.
Micro Mobility Systems stellte auf dem Genfer Autosalon 2016 ein der Isetta nachempfundenes Elektrofahrzeug Microlino vor. Der ursprünglich für 2018 geplante Verkaufsstart wurde auf 2022 verschoben.
Ein weiteres elektrisch angetriebenes Isetta-ähnliches Fahrzeug war die Evetta. Ursprünglich von Artega Automobile im Jahr 2019 entworfen, wurde es im Jahr 2022 an Electric Brands verkauft, welche im Februar 2024 Insolvenz anmeldete. Die Zukunft der Evetta wurde damit unklar.

## Sonstiges

### Spitznamen
Im Volksmund wurde die Isetta auch „Knutschkugel“ oder (wegen der hinten deutlich engeren Spurweite) „Schlaglochsuchgerät“ genannt. Weitere Spitznamen – wegen der ungewöhnlichen Türkonstruktion – waren „Halleluja-Auto“ und „Adventsauto“ – in Anspielung auf das Adventslied Macht hoch die Tür. Gelegentlich fanden sich auch die – allerdings für viele Kleinwagen verwendeten – Ausdrücke „Asphaltblase“ und „Nuckelpinne“.

### Besteuerung
Im Jahr 1955 berichtete Der Spiegel über ungerechte Besteuerungsfälle der Isetta durch deutsche Finanzbehörden. Einige Finanzämter verlangten korrekt den Kraftfahrzeugsteuersatz für einen Pkw mit 44 DM jährlich, wollten aber für die Entfernungspauschale nur 22 Pfennige je Kilometer wie für ein Motorrad anrechnen. Für Personenkraftwagen wären das regulär 50 Pfennige je Kilometer gewesen.

### Fernreise
Der Motorjournalist Fritz B. Busch (1922–2010) schilderte um das Jahr 2000 eine Italienreise mit Frau und neun Jahre alter Tochter in einer BMW Isetta, Baujahr 1959, mit dem 300er-Motor. Genau 115 cm hatten sie zu dritt nebeneinander auf der Sitzbank zur Verfügung. Die Campingausrüstung war auf dem Heckgepäckträger festgezurrt, kleineres Gepäck lag im Fußraum. Rund 16 Stunden dauerte die von keinerlei Staus beeinträchtige erste Etappe von Hamburg nach München (800 km), von wo es weiter über den Brennerpass nach Venedig ging. Die Fahrt nach Venedig, Ausflüge in Italien und auch die Rückfahrt nach Hamburg überstand die überladene Isetta ohne Pannen, nur der Auspuff habe sich ein wenig losvibriert, berichtete Busch und bemerkte abschließend, Fernreisen damals mit 13 PS seien wesentlich amüsanter gewesen als heutige; man sollte sie gelegentlich wiederholen.

### Streich
Ein zumindest im südbayerischen Raum verbreiteter derber Streich war es, die Isetta mit ein paar Mann hochzuheben und mit der vorderen Stoßstange bündig an eine Hauswand zu stellen, was ein Einsteigen in das Fahrzeug unmöglich machte.

## Rundfunkberichte
- Von Knutschkugeln und Goggomobilen – Dokumentation, NZZ Format 2005 (YouTube vom 29. Juli 2016)